# Liste des béatifications prononcées par Jean-Paul II
Cette page dresse une liste des béatifications prononcées par le pape Jean-Paul II, triées par année. La liste comprend plus de 400 bienheureux sur les 1341 proclamés durant son pontificat.

## Synthèse
Au cours de son pontificat (1978-2005), Jean-Paul II proclame 1341 nouveaux bienheureux comme modèles évangéliques pour les croyants[réf. nécessaire]. Désireux de « démocratiser la sainteté »[réf. nécessaire], Jean-Paul II béatifie et canonise autant que ses prédécesseurs pendant les cinq siècles précédents.

## 1979
| No. | Image | Bienheureux                                | Date de béatification | Lieu de béatification                   | Informations |
| --- | ----- | ------------------------------------------ | --------------------- | --------------------------------------- | --- |
| 1.  |       | Jacques-Désiré Laval                       | 29 avril 1979         | Basilique Saint-Pierre, Cité du Vatican | (1803-1864), prêtre spiritain français. Missionnaire sur l'île Maurice, il déploya un grand apostolat auprès de la population noire, leur apportant un secours humain et spirituel, et ce malgré le mécontentement des colons français. |
| 2.  |       | François Coll Guitart Saint depuis 2009    | 29 avril 1979         | Basilique Saint-Pierre, Cité du Vatican | (1812-1875), prêtre dominicain espagnol. Prédicateur de renom, il prêcha pendant 30 ans des missions populaires dans un grand nombre de diocèses, qui attirèrent des foules immenses. Soucieux des pauvres, il fonda la congrégation des Dominicaines de l'Annonciation.                                                                                       |
| 3.  |       | Henri de Osso y Cervello Saint depuis 1993 | 14 octobre 1979       | Basilique Saint-Pierre, Cité du Vatican | (1840-1896), prêtre espagnol. Il créa des dizaines d'œuvres pour former les fidèles et les enfants à la doctrine catholique, lança des revues, écrivit des ouvrages, prêcha des missions populaires et fonda notamment la Compagnie de Sainte Thérèse. Injustement mis à l'écart de ses fondations, il finit sa vie dans la solitude d'un couvent franciscain. |

## 1980
| No. | Image | Bienheureux                                     | Date de béatification | Lieu de béatification                   | Informations |
| --- | ----- | ----------------------------------------------- | --------------------- | --------------------------------------- | --- |
| 1.  |       | José de Anchieta Saint depuis 2014              | 22 juin 1980          | Basilique Saint-Pierre, Cité du Vatican | (1534-1597), prêtre jésuite espagnol, il fut parmi les premiers missionnaires au Brésil. Il travailla à l'évangélisation des peuples indigènes, en adaptant notamment le catéchisme dans leur langue. Supérieur des jésuites au Brésil, il coordonna la mission à travers ce vaste territoire, voyageant sans cesse et s'épuisant à y implanter la foi chrétienne. |
| 2.  |       | Pierre de Betancur Saint depuis 2002            | 22 juin 1980          | Basilique Saint-Pierre, Cité du Vatican | (1626-1667), prêtre espagnol, parti évangéliser le Guatemala fondateur de l'ordre des frères de Bethléem. |
| 3.  |       | Marie de l'Incarnation Sainte depuis 2014       | 22 juin 1980          | Basilique Saint-Pierre, Cité du Vatican | (1599-1672), religieuse ursuline française. Devenue veuve à 19 ans, elle dut attendre d'élever son fils pour entrer en religion, sa vocation de toujours. Envoyée comme missionnaire en Nouvelle-France, elle y fonda un couvent où elle travailla à la formation et à l'évangélisation des jeunes indiennes, au milieu de nombreuses difficultés. Ses écrits spirituels révèlent sa grande vie mystique. |
| 4.  |       | François de Montmorency-Laval Saint depuis 2014 | 22 juin 1980          | Basilique Saint-Pierre, Cité du Vatican | (1623-1708), missionnaire français, premier évêque de Québec. Il développa les missions auprès des peuples autochtones, défendit la dignité des indiens, visita son immense diocèse même dans les lieux les plus reculés, et fut un grand bâtisseur en fondant de nombreuses églises, couvents et séminaires. |
| 5.  |       | Kateri Tekakwitha Sainte depuis 2012            | 22 juin 1980          | Basilique Saint-Pierre, Cité du Vatican | (1656-1680), laïque amérindienne Mohawks. Elle supporta de nombreuses persécutions de la part des siens à cause de sa conversion à la foi catholique. Elle fit vœu de chasteté, mena une vie pleine de mortifications, et vécut la maladie qui la conduit à la mort comme une offrande d'elle-même à Dieu. |
| 6.  |       | Louis Orione Saint depuis 2004                  | 26 octobre 1980       | Place Saint-Pierre, Cité du Vatican     | (1872-1940), prêtre italien. Elève de Don Bosco, il s'inspira de lui et pas encore prêtre, il fonda un collège pour les enfants des quartiers défavorisés. Il donna naissance à la Petite œuvre de la divine providence et aux Petites Sœurs missionnaires de la charité. Il eut un grand rayonnement, attirant les foules et suscitant leur ferveur par ses prédications mais surtout par sa piété et son exemple. Il lança d'innombrables œuvres pour relancer la foi de la population et pour servir les plus pauvres. |
| 7.  |       | Marie Anne Sala                                 | 26 octobre 1980       | Place Saint-Pierre, Cité du Vatican     | (1829-1891). Éducatrice, entrée à 21 ans chez les Sœurs Marcellines. |
| 8.  |       | Bartolo Longo                                   | 26 octobre 1980       | Place Saint-Pierre, Cité du Vatican     | (1841-1926), laïc italien. Après une vie de débauche et s'être investit dans le spiritisme, il se convertit et eut une inspiration de propager le rosaire. Il fonda le sanctuaire de Notre Dame du Rosaire de Pompéi, œuvra pour les plus nécessiteux et mena une vie de pénitence. |
| 9.  |       | Jean Saziari                                    | 9 décembre 1980       | Sans objet (confirmation du culte)      | (1327-1371), laïc italien, du Tiers-Ordre franciscain. Il mena une vie très pauvre et aurait été doté de dons comme la guérison. |

## 1981
| No. | Image | Bienheureux                                      | Date de béatification | Lieu de béatification               | Informations |
| --- | ----- | ------------------------------------------------ | --------------------- | ----------------------------------- | --- |
| 1.  |       | Lorenzo Ruiz et 15 compagnons Saints depuis 1987 | 18 février 1981       | Manille, Philippines                | En 1637 à Nagasaki, le martyre de 9 prêtres dominicains européens, 5 religieux et 3 laïcs philippins, dont Lorenzo Ruiz, catéchiste, qui furent soumis à la torture de la pendaison inversée pour avoir refusé d'abjurer la foi catholique.                          |
| 2.  |       | Alain de Solminihac                              | 4 octobre 1981        | Place Saint-Pierre, Cité du Vatican | (1593-1659), évêque de Cahors. Il eut grand soin de son diocèse, lui donnant une importante impulsion. Il visita les paroisses les plus reculés, fonda des confréries, des églises, des orphelinats et un séminaire.                                                 |
| 3.  |       | Louis Scrosoppi Saint depuis 2001                | 4 octobre 1981        | Place Saint-Pierre, Cité du Vatican | (1804-1884), prêtre oratorien italien. Son souci des pauvres et de la jeunesse abandonnée le poussa à créer les Sœurs de la Providence de saint Gaétan de Thiene. Il fut aussi un confesseur recherché, mais restant toujours discret et menant une vie très pauvre. |
| 4.  |       | Richard Pampuri Saint depuis 1989                | 4 octobre 1981        | Place Saint-Pierre, Cité du Vatican | (1897-1930), religieux et médecin italien de l'Ordre hospitalier de Saint-Jean-de-Dieu. Il fit preuve d'un dévouement extraordinaire auprès des malades et de tous ceux qu'ils côtoyaient, même lors de la maladie.                                                  |
| 5.  |       | Claudine Thévenet Sainte depuis 1993             | 4 octobre 1981        | Place Saint-Pierre, Cité du Vatican | (1774-1837), religieuse française. Elle se consacra à soulager les misères qu'elle côtoyait tous les jours, avec la force d'une foi profonde qu'elle tenait à transmettre. Elle fonda dans ce but Congrégation des religieuses de Jésus-Marie, non sans épreuves.    |
| 6.  |       | Marie Repetto                                    | 4 octobre 1981        | Place Saint-Pierre, Cité du Vatican | (1807-1890), religieuse italienne, des Sœurs de Notre Dame du refuge du Mont Calvaire. Simple portière de son couvent, ses conseils éclairés et sa charité toujours joyeuse amena à elle des foules. Elle attribuait les miracles qu'elle obtenait à saint Joseph.   |

## 1982
| No. | Image | Bienheureux                          | Date de béatification | Lieu de béatification               | Informations |
| --- | ----- | ------------------------------------ | --------------------- | ----------------------------------- | --- |
| 1.  |       | Pierre Donders                       | 23 mai 1982           | Place Saint-Pierre, Cité du Vatican | (1809-1887), prêtre rédemptoriste néerlandais. Missionnaire au Suriname, il évangélisa et tenta d'humaniser les lépreux et les esclaves, avec un dévouement total. |
| 2.  |       | Marie Rivier Sainte depuis 2022      | 23 mai 1982           | Place Saint-Pierre, Cité du Vatican | (1768-1838), religieuse française. En pleine Révolution, alors que le clergé est persécuté, elle fonda les Sœurs de la Présentation de Marie, destinées à l'éducation religieuse de la population. Elle joua un grand rôle dans la rechristianisation de la société française.                                    |
| 3.  |       | Marie-Rose Durocher                  | 23 mai 1982           | Place Saint-Pierre, Cité du Vatican | (1811-1849), religieuse canadienne. Soucieuse de transmettre la foi chrétienne aux enfants, elle fonda dans ce but les Sœurs des saints Noms de Jésus et de Marie. Elle fut reputée pour la sainteté de sa vie.                                                                                                   |
| 4.  |       | Marie Angèle Astorch                 | 23 mai 1982           | Place Saint-Pierre, Cité du Vatican | (1592-1665), religieuse clarisse capucine espagnole. Abbesse de son couvent, elle était favorisée de dons, comme celui de connaissance des cœurs. Elle connut des extases mystiques, s'adonna à de dures pénitences et entraîna ses sœurs dans les voies de la sainteté.                                          |
| 5.  |       | André Bessette Saint depuis 2010     | 23 mai 1982           | Place Saint-Pierre, Cité du Vatican | (1845-1937), religieux canadien de la congrégation de Sainte-Croix. Ignorant et simple portier, il fut toutefois gratifié de dons de guérison et de prophétie, qui attirèrent des foules considérables. Grand dévôt de saint Joseph, il parvint, à partir de rien, à faire construire la Basilique du Mont-Royal. |
| 6.  |       | Jeanne Jugan Sainte depuis 2009      | 3 octobre 1982        | Place Saint-Pierre, Cité du Vatican | (1792-1879), religieuse française. Sa charité la poussa à recueillir les vieillards mourant dans l'indigence, et fonda dans ce but les Petites Sœurs des pauvres. Elle finit ses jours dans l'ignorance, ayant été injustement écartée de sa congrégation.                                                        |
| 7.  |       | Salvatore Lilli et 7 compagnons      | 3 octobre 1982        | Place Saint-Pierre, Cité du Vatican | (1853-1895), prêtre italien. Missionnaire en Turquie, il fut curé d'une paroisse arménienne. Lors de la persécution contre cette minorité, il fut martyrisé avec sept de ses paroissiens à cause de la foi chrétienne.                                                                                            |
| 8.  |       | Angela de la Cruz Sainte depuis 2003 | 5 novembre 1982       | Séville, Espagne                    | (1846-1932), religieuse espagnole. À la suite d'une expérience mystique, elle fonda les Sœurs de la compagnie de la Croix, destinées à se faire pauvre au service des plus pauvres. Son dévouement total édifia la population.                                                                                    |

## 1983
| No. | Image | Bienheureux                           | Date de béatification | Lieu de béatification                   | Informations |
| --- | ----- | ------------------------------------- | --------------------- | --------------------------------------- | --- |
| 1.  |       | Maria Gabriella Sagheddu              | 25 janvier 1983       | Basilique Saint-Pierre, Cité du Vatican | (1914-1939), religieuse trappistine italienne. Elle offrit sa vie à Dieu pour l'unité des chrétiens. Atteinte de tuberculose peu après ce vœu, elle mourut dans un esprit de sacrifice, pour ce à quoi elle s'était offerte. |
| 2.  |       | Louis Versiglia Saint depuis 2000     | 15 mai 1983           | Place Saint-Pierre, Cité du Vatican     | (1873-1930), évêque salésien italien et martyr. Missionnaire en Chine, il fut évêque de Chaozhou. Lors d'une visite pastorale, il fut assassiné par des pirates pour avoir défendu la virginité de jeunes chrétiennes. |
| 3.  |       | Callisto Caravario Saint depuis 2000  | 15 mai 1983           | Place Saint-Pierre, Cité du Vatican     | [1903-1930), prêtre salésien italien, missionnaire en Chine. Alors qu'il accompagnait Mgr Versiglia dans une visite pastorale, il fut assassiné par des pirates pour avoir défendu la virginité de jeunes chrétiennes. |
| 4.  |       | Ursule Ledóchowska Sainte depuis 2003 | 20 juin 1983          | Poznań, Pologne                         | (1865-1939), religieuse polonaise. Envoyée en Russie bolchévique pour instruire dans la foi chrétienne les enfants, elle mena ses activités dans la clandestinité à cause du régime. Elle fonda les Ursulines du Cœur de Jésus Agonisant pour l'expansion de l'œuvre d'enseignement qu'elle avait commencée. |
| 5.  |       | Raphael Kalinowski Saint depuis 1991  | 22 juin 1983          | Cracovie, Pologne                       | (1835-1907), prêtre et carme déchaux polonais. Ingénieur militaire, déporté en Sibérie, restaurateur du Carmel en Pologne. |
| 6.  |       | Albert Chmielowski Saint depuis 1989  | 22 juin 1983          | Cracovie, Pologne                       | (1845-1916), polonais, peintre et ingénieur, tertiaire franciscain, fondateur des Sœurs et Frères Albertins. |
| 7.  |       | Jacques Cusmano                       | 30 octobre 1983       | Place Saint-Pierre, Cité du Vatican     | (1834-1888), italien, médecin et prêtre, fondateur de l'ordre des Serviteurs des Pauvres. |
| 8.  |       | Dominique du saint Sacrement          | 30 octobre 1983       | Place Saint-Pierre, Cité du Vatican     | (1901-1927), religieux trinitaire espagnol. Formateur des novices, la tuberculose l'emporta prématurément. Il accomplit parfaitement ses devoirs de religieux même dans la maladie, qu'il vécut comme une offrande de lui-même à Dieu. |
| 9.  |       | Jérémie de Valachie                   | 30 octobre 1983       | Place Saint-Pierre, Cité du Vatican     | (1556-1625), religieux capucin roumain. Sa vie religieuse se déroula en Italie, où il fit preuve d'un grand dévouement aux pauvres et aux lépreux. On lui prête des expériences mystiques et des guérisons. |
| 10. |       | Mariam Baouardy Sainte depuis 2015    | 13 novembre 1983      | Basilique Saint-Pierre, Cité du Vatican | (1846-1878), religieuse carmélite palestinienne. Après une jeunesse d'errance, travaillant comme servante l'a où son destin la conduit, elle entre en religion en France. Elle participa à la fondation d'un carmel en Inde et d'un autre à Bethléem. Religieuse obéissante et charitable, elle est connue pour ses dons mystiques, comme la prophétie, la lévitation, les stigmates ou encore la lecture des cœurs. |

## 1984
| No. | Image    | Bienheureux                                | Date de béatification | Lieu de béatification                   | Informations |
| --- | -------- | ------------------------------------------ | --------------------- | --------------------------------------- | --- |
| 1.  |          | Martyrs d'Angers                           | 19 février 1984       | Basilique Saint-Pierre, Cité du Vatican | Groupe de 99 martyrs, composé de prêtres, religieuses et fidèles laïcs du diocèse d'Angers. Ils furent exécutés entre 1793 et 1794 par des tribunaux révolutionnaires, pour être restés fidèles à l'Église. |
| 2.  |          | Jean-Baptiste Mazzucconi                   | 19 février 1984       | Basilique Saint-Pierre, Cité du Vatican | (1826-1855), italien, prêtre et missionnaire de l'Institut Pontifical pour les Missions Étrangères. |
| 3.  |          | Fra Angelico                               | 19 février 1984       | Basilique Saint-Pierre, Cité du Vatican | (1400-1455), religieux dominicain italien. Peintre du Quattrocento, il eut une telle réputation que les puissants et les papes lui commandèrent des chefs-d'œuvre. Il fit toujours preuve d'humilité et s'adonna à de rudes austérités. |
| 4.  |          | Marie-Léonie Paradis                       | 11 septembre 1984     | Montréal, Canada                        | (1840-1912), canadienne, fondatrice de la Congrégation des Petites Sœurs de la Sainte-Famille. |
| 5.  |          | Clément Marchisio                          | 30 septembre 1984     | Place Saint-Pierre, Cité du Vatican     | (1833-1903), prêtre italien, fondateur des Filles de Saint Joseph de Rivalba. |
| 6.  | framless | Frédéric Albert                            | 30 septembre 1984     | Place Saint-Pierre, Cité du Vatican     | (1820-1876), prêtre italien, fondateurs des religieuses Albertines. |
| 7.  |          | Isidore De Loor                            | 30 septembre 1984     | Place Saint-Pierre, Cité du Vatican     | (1881-1916), religieux passionniste belge. S'occupant des tâches les plus modestes de son couvent, il fut toutefois l'exemple de ses frères et des visiteurs pour son obéissance, son esprit de prière et de sacrifice, notamment dans la maladie. Il était surnommé le frère bonté. |
| 8.  |          | Rafaela Ybarra de Vilallonga               | 30 septembre 1984     | Place Saint-Pierre, Cité du Vatican     | (1843-1900), espagnole, fondatrice de l'Association de la Sainte-Famille et des foyers maternels, du Collège des Anges gardiens. |
| 9.  |          | Joseph Manyanet y Vives Saint depuis 2004  | 25 novembre 1984      | Basilique Saint-Pierre, Cité du Vatican | (1833-1901), prêtre espagnol. Il diffusa la dévotion à la Sainte Famille, fut le fondateur des Fils de la Sainte-Famille et des Filles missionnaires de la Sainte Famille de Nazareth. C'est lui également qui fit bâtir la Basilique de la Sagrada Família. |
| 10. |          | Daniel Brottier                            | 25 novembre 1984      | Basilique Saint-Pierre, Cité du Vatican | (1876-1936), prêtre français. D'abord missionnaire en Afrique, il sert comme aumônier sur le front pendant la guerre, avant de devenir directeur de l'Œuvre des Apprentis d'Auteuil. Dans chacune de ses activités il manifesta un dévouement total et une personnalité profonde. |
| 11. |          | Élisabeth de La Trinité Sainte depuis 2016 | 25 novembre 1984      | Basilique Saint-Pierre, Cité du Vatican | (1880-1906), religieuse carmélite française. C'est au prix de grands efforts contre son tempérament qu'elle devint une mystique, développant notamment dans ses écrits une spiritualité basée sur la Trinité. Atteinte par la maladie d'Addison, elle finit ses jours dans la souffrance, chose qui la rapproche plus encore de Dieu selon elle. Ses écrits sont un chef-d'œuvre spirituel, connus à travers le monde. |

## 1985
| No. | Image    | Bienheureux                                     | Date de béatification | Lieu de béatification                      | Informations |
| --- | -------- | ----------------------------------------------- | --------------------- | ------------------------------------------ | --- |
| 1.  | framless | Mercedes de Jesús Molina                        | 1er février 1985      | Guayaquil, Équateur                        | (1828-1883), équatorienne fondatrice des sœurs de sainte Marianne de Jésus. |
| 2.  | framless | Anne des Anges Monteagudo                       | 2 février 1985        | Arequipa, Pérou                            | (1602-1686), péruvienne, religieuse dominicaine mystique. |
| 3.  | framless | Pauline von Mallinckrodt                        | 14 avril 1985         | Basilique Saint-Pierre, Cité du Vatican    | (1817-1881), allemande, fondatrice des sœurs de la charité chrétienne. |
| 4.  |          | Marie Catherine Troiani                         | 14 avril 1985         | Basilique Saint-Pierre, Cité du Vatican    | (1813-1887), clarisse italienne, fondatrice en 1868 des franciscaines missionnaires du Cœur immaculé de Marie.                                                                                           |
| 5.  | framless | Benoît Menni Saint depuis 1999                  | 23 juin 1985          | Basilique Saint-Pierre, Cité du Vatican    | (1841-1914), italien, frère de Saint-Jean-de-Dieu. |
| 6.  | framless | Pierre Friedhofen                               | 23 juin 1985          | Basilique Saint-Pierre, Cité du Vatican    | (1819-1860), allemand, humble ramoneur réputé inculte, fondateur des frères de la Miséricorde de Marie-Auxiliatrice.                                                                                     |
| 7.  | framless | Marie-Clémentine Anuarite Nengapeta             | 15 août 1985          | Kinshasa, République démocratique du Congo | (1939-1964), zaïroise, religieuse de la Congrégation zaïroise des Sœurs de la Sainte-Famille. |
| 8.  | framless | Virginie Centurione Bracelli Sainte depuis 2003 | 22 septembre 1985     | Gênes, Italie                              | (1587-1651), italienne fondatrice desfondatrice des sœurs de Notre Dame du refuge du Mont Calvaire et des Filles de Notre-Dame du Mont Calvaire.                                                         |
| 9.  | framless | Diego Luis de San Vitores                       | 6 octobre 1985        | Basilique Saint-Pierre, État du Vatican    | (1627-1672), missionnaire jésuite à Guam, et martyr. |
| 10. | framless | José Maria Rubio Saint depuis 2003              | 6 octobre 1985        | Basilique Saint-Pierre, État du Vatican    | (1864-1929), dit l'apôtre de Madrid, jésuite |
| 11. | framless | Francisco Gárate                                | 6 octobre 1985        | Basilique Saint-Pierre, État du Vatican    | (1857-1929), frère jésuite, portier de l'Université de Deusto. |
| 12. | framless | Titus Brandsma Saint depuis 2022                | 3 novembre 1985       | Basilique Saint-Pierre, État du Vatican    | (1881-1942), religieux carme néerlandais, journaliste catholique, professeur de philosophie et de l'histoire du mysticisme, recteur de l'Université catholique de Nimègue. Déporté à Dachau où il meurt. |
| 13. | framless | Rafqa Pietra Choboq Ar-Rayès Sainte depuis 2001 | 17 novembre 1985      | Basilique Saint-Pierre, État du Vatican    | (1832-1914), religieuse maronite du Liban. |
| 14. | framless | Pie de Saint-Louis                              | 17 novembre 1985      | Basilique Saint-Pierre, État du Vatican    | (1862-1889) passioniste |
| 15. | framless | Karolina Gerhardinger                           | 17 novembre 1985      | Basilique Saint-Pierre, État du Vatican    | (1797-1879) fondatrice des pauvres sœurs des écoles de Notre-Dame |

## 1986
| No. | Image | Bienheureux                                 | Date de béatification | Lieu de béatification | Informations |
| --- | ----- | ------------------------------------------- | --------------------- | --------------------- | --- |
| 1.  |       | Kuriakose Elias Chavara Saint depuis 2014   | 8 février 1986        | Kottayam, Inde        | (1805-1871), prêtre carme indien de rite syro-malabar. Prédicateur de renom, formateur du clergé, bâtisseur d'églises, de séminaires, de dispensaires, d'écoles, d'orphelinats, il développa la presse catholique, travailla au maintien de l'union de l'Eglise malabar avec le pape, et donna naissance aux Carmes de Marie Immaculée et aux Sœurs de la Mère du Carmel. |
| 2.  |       | Alfonsa Muttathupandathu Sainte depuis 2008 | 8 février 1986        | Kottayam, Inde        | (1910-1946), religieuse indienne, des Franciscaines clarisses. Elle se jeta au feu pour ne pas se faire marier et entrer au couvent. Accablée de maladies, elle offrit ses souffrances pour le salut des âmes, et connut une intense vie mystique. |
| 3.  |       | Antoine Chevrier                            | 4 octobre 1986        | Lyon, France          | (1826-1879), prêtre français. Curé d'un milieu populaire, il déploya une grande œuvre pour les enfants ignorants et les ouvriers, et pour la poursuite de ces activités, fonda l'Institut du Prado. |
| 4.  |       | Thérèse-Adélaïde Manetti                    | 19 octobre 1986       | Florence, Italie      | (1846-1910), religieuse. Elle fonda les Carmélites de Sainte Thérèse de Florence pour recueillir les enfants abandonnés. Douée de charismes particuliers, de nombreux visiteurs venaient à elle pour recevoir ses conseils éclairés. |

## 1987
| No. | Image    | Bienheureux                                            | Date de béatification | Lieu de béatification                   | Informations |
| --- | -------- | ------------------------------------------------------ | --------------------- | --------------------------------------- | --- |
| 1.  | framless | Marie Pilar de Saint François Borgia                   | 29 mars 1987          | Basilique Saint-Pierre, État du Vatican | (1877-1936), carmélite professe en 1899 au Carmel de Guadalajara. |
| 2.  | framless | Thérèse de l'Enfant Jésus et de Saint Jean-de-la-Croix | 29 mars 1987          | Basilique Saint-Pierre, État du Vatican | (1909-1936), carmélite professe en 1926 au Carmel de Guadalajara. |
| 3.  | framless | Marie Ange de Saint Joseph                             | 29 mars 1987          | Basilique Saint-Pierre, État du Vatican | (1905-1936), carmélite professe en 1931 au Carmel de Guadalajara. |
| 4.  | framless | Marcello Spínola y Maestre                             | 29 mars 1987          | Basilique Saint-Pierre, État du Vatican | (1835-1906), évêque de Séville, cardinal, fondateur des Servantes du Divin Cœur de Jésus.                                                                              |
| 5.  | framless | Manuel Domingo y Sol                                   | 29 mars 1987          | Basilique Saint-Pierre, État du Vatican | (1836-1909) |
| 6.  | framless | Thérèse des Andes Sainte depuis 1993                   | 3 avril 1987          | Santiago, Chili                         | (1900-1920). Religieuse carmélite chilienne. Mystique, elle meurt du typhus un an après son entrée au Carmel.                                                          |
| 7.  | framless | Thérèse Bénédicte de la Croix Sainte depuis 1998       | 1er mai 1987          | Cologne, Allemagne                      | (1891–1942), ou Edith Stein, religieuse carmélite, philosophe et théologienne allemande. Déporté à Auschwitz elle y meurt en martyr en 1942.                           |
| 8.  | framless | Rupert Mayer                                           | 3 mai 1987            | Munich, Allemagne                       | (1876-1945), jésuite allemand, résistant au nazisme |
| 9.  | framless | Andrea Carlo Ferrari                                   | 10 mai 1987           | Place Saint-Pierre, État du Vatican     | (1850-1921) |
| 10. | framless | Louis-Zéphirin Moreau                                  | 10 mai 1987           | Place Saint-Pierre, État du Vatican     | (1824-1901) |
| 11. | framless | Pierre-François Jamet                                  | 10 mai 1987           | Place Saint-Pierre, État du Vatican     | (1762-1845) |
| 12. |          | Bénédicte Cambiagio Frassinello Sainte depuis 2002     | 10 mai 1987           | Place Saint-Pierre, État du Vatican     | (1791-1858) |
| 13. | framless | Karolina Kózka                                         | 10 juin 1987          | Tarnów, Pologne                         | (1898-1914) |
| 14. | framless | Michel Kozal                                           | 14 juin 1987          | Varsovie, Pologne                       | (1893-1943), Évêque de Włocławek, mort en déportation à Dachau. |
| 15. | framless | Jurgis Matulaitis                                      | 28 juin 1987          | Basilique Saint-Pierre, État du Vatican | (1871-1927), évêque de Vilnius puis archevêque d'Aduli. Fondateur de la congrégation des Sœurs de l'Immaculée-Conception et des Servantes de Jésus dans l'eucharistie. |
| 16. | framless | Marcel Callo                                           | 4 octobre 1987        | Basilique Saint-Pierre, État du Vatican | (1921-1945) |
| 17. | framless | Antonia Mesina                                         | 4 octobre 1987        | Basilique Saint-Pierre, État du Vatican | (1919-1935) |
| 18. | framless | Pierina Morosini                                       | 4 octobre 1987        | Basilique Saint-Pierre, État du Vatican | (1931-1957) |
| 19. | framless | Arnould Rèche                                          | 1er novembre 1987     | Basilique Saint-Pierre, État du Vatican | (1838-1890) |
| 20. | framless | Ulrika Nisch                                           | 1er novembre 1987     | Basilique Saint-Pierre, État du Vatican | (1882-1913) |
| 21. | framless | Blandine Merten                                        | 1er novembre 1987     | Basilique Saint-Pierre, État du Vatican | (1883-1918) |
| 22. |          | George Haydock et 84 compagnons                        | 22 novembre 1987      | Basilique Saint-Pierre, État du Vatican | (1556-1584), martyrs anglais. |

## 1988
| No. | Image    | Bienheureux                         | Date de béatification | Lieu de béatification                   | Informations |
| --- | -------- | ----------------------------------- | --------------------- | --------------------------------------- | --- |
| 1.  | framless | Giuseppe Nascimbeni                 | 17 avril 1988         | Vérone, Italie                          | (1851-1922), prêtre italien, fondateur de l'Institut des Petites Sœurs de la Sainte Famille. |
| 2.  | framless | Jean Calabria Saint depuis 1999     | 17 avril 1988         | Vérone, Italie                          | (1873-1954) |
| 3.  | framless | Pierre Bonilli                      | 24 avril 1988         | Place Saint-Pierre, État du Vatican     | (1841-1935) |
| 4.  | framless | François Palau y Quer               | 24 avril 1988         | Place Saint-Pierre, État du Vatican     | (1811-1872, prêtre, Carme et fondateur). En religion François de Jésus-Marie-Joseph, écrivain, journaliste, ermite et fondateur des carmélites missionnaires et des Carmélites Missionnaires Thérésiennes. |
| 5.  | framless | Gaspard Stanggassinger              | 24 avril 1988         | Place Saint-Pierre, État du Vatican     | (1871-1899) |
| 6.  | framless | Savina Petrilli                     | 24 avril 1988         | Place Saint-Pierre, État du Vatican     | (1851-1923) |
| 7.  | framless | Laura Vicuña                        | 3 septembre 1988      | Turin, Italie                           | (1891-1904), chilienne. |
| 8.  | framless | Joseph Gérard                       | 15 septembre 1988     | Maseru, Lesotho                         | (1831-1914), membre des Missionnaires Oblats de Marie-Immaculée, évangélisateur du Lesotho. |
| 9.  | framless | Miguel Agustin Pro                  | 25 septembre 1988     | Basilique Saint-Pierre, État du Vatican | (1891-1927) |
| 10. | framless | Giuseppe Benedetto Dusmet           | 25 septembre 1988     | Basilique Saint-Pierre, État du Vatican | (1818-1894) |
| 11. | framless | Francesco Faà di Bruno              | 25 septembre 1988     | Basilique Saint-Pierre, État du Vatican | (1825-1888) |
| 12. | framless | Junípero Serra Saint depuis 2015    | 25 septembre 1988     | Basilique Saint-Pierre, État du Vatican | (1713-1784) |
| 13. | framless | Frédéric Jansoone                   | 25 septembre 1988     | Basilique Saint-Pierre, État du Vatican | (1838-1916) |
| 14. | framless | Josefa Naval Girbés                 | 25 septembre 1988     | Basilique Saint-Pierre, État du Vatican | (1820-1893). Membre de l'OCDS (Tiers-Ordre carmélite), elle consacre sa vie à Dieu et organise des formations religieuses et spirituelles dans sa maison (les colloques du jardin) à destination des jeunes filles. Elle mène également diverses actions caritatives et se dévoue particulièrement auprès des malades lors d'une épidémie de choléra. |
| 15. | framless | Bernard-Marie de Jésus              | 16 octobre 1988       | Place Saint-Pierre, État du Vatican     | (1831-1911) |
| 16. | framless | Charles Houben Saint depuis 2007    | 16 octobre 1988       | Place Saint-Pierre, État du Vatican     | (1821-1893), en religion père Charles de Saint-André, religieux passioniste. |
| 17. | framless | Honorat de Biala                    | 16 octobre 1988       | Place Saint-Pierre, État du Vatican     | (1829-1916) |
| 18. | framless | Niels Stensen                       | 23 octobre 1988       | Basilique Saint-Pierre, État du Vatican | (1638-1686) |
| 19. |          | Libérat Weiss et 2 compagnons       | 20 novembre 1988      | Basilique Saint-Pierre, État du Vatican | (1675-1716) avec Samuele Marzorati (1660-1716) et Michele Pio Fasoli da Zerbo (1670-1716) |
| 20. | framless | Catherine Drexel Sainte depuis 2000 | 20 novembre 1988      | Basilique Saint-Pierre, État du Vatican | (1858-1955) |

## 1989
| No. | Image    | Bienheureux                                     | Date de béatification | Lieu de béatification                   | Informations                                                                                  |
| --- | -------- | ----------------------------------------------- | --------------------- | --------------------------------------- | --------------------------------------------------------------------------------------------- |
| 1.  |          | Martin de Saint-Nicolas                         | 23 avril 1989         | Place Saint-Pierre, État du Vatican     | (1598-1632)                                                                                   |
| 2.  |          | Melchior de Saint-Augustin                      | 23 avril 1989         | Place Saint-Pierre, État du Vatican     | (1599-1632)                                                                                   |
| 3.  | framless | Françoise Siedliska                             | 23 avril 1989         | Place Saint-Pierre, État du Vatican     | (1842-1902)                                                                                   |
| 4.  |          | Marie Marguerite Caiani                         | 23 avril 1989         | Place Saint-Pierre, État du Vatican     | (1863-1921)                                                                                   |
| 5.  | framless | Marie-Catherine de Saint-Augustin               | 23 avril 1989         | Place Saint-Pierre, État du Vatican     | (1632-1668)                                                                                   |
| 6.  | framless | Victoire Rasoamanarivo                          | 30 avril 1989         | Antananarivo, Madagascar                | (1848-1894), malgache                                                                         |
| 7.  |          | Scubilion Rousseau                              | 2 mai 1989            | Saint-Denis (La Réunion), France        | (1797-1867)                                                                                   |
| 8.  | framless | Antonio Lucci (en)                              | 18 juin 1989          | Basilique Saint-Pierre, État du Vatican | (1682-1752)                                                                                   |
| 9.  | framless | Élisabeth Renzi                                 | 18 juin 1989          | Basilique Saint-Pierre, État du Vatican | (1786-1859)                                                                                   |
| 10. |          | Nicéforo de Jesús y María (es) et 25 compagnons | 1er octobre 1989      | Place Saint-Pierre, État du Vatican     | (1893-1936) et ses 25 compagnons                                                              |
| 11. | framless | Laurent Marie Salvi                             | 1er octobre 1989      | Place Saint-Pierre, État du Vatican     | (1782-1856)                                                                                   |
| 12. | framless | Gertrude Comensoli Sainte depuis 2009           | 1er octobre 1989      | Place Saint-Pierre, État du Vatican     | (1847-1903)                                                                                   |
| 13. | framless | Françoise Cirer Carbonell                       | 1er octobre 1989      | Place Saint-Pierre, État du Vatican     | (1781-1855)                                                                                   |
| 14. |          | Martyrs de Songkhon                             | 22 octobre 1989       | Basilique Saint-Pierre, État du Vatican | 7 martyrs de Thaïlande, tués en 1940 à Songkhon, à 700 km de Bangkok, sur les bords du Mékong |
| 15. | framless | Timoteo Giaccardo                               | 22 octobre 1989       | Basilique Saint-Pierre, État du Vatican | (1896-1948), Prêtre profès de la Société de Saint-Paul.                                       |
| 16. | framless | Marie de Jésus Deluil-Martiny                   | 22 octobre 1989       | Basilique Saint-Pierre, État du Vatican | (1841-1884), religieuse française, fondatrice de la Filles du Cœur de Jésus.                  |
| 17. | framless | Joseph Baldo                                    | 31 octobre 1989       | Basilique Saint-Pierre, État du Vatican | (1843-1915), prêtre italien, fondateur des Petites filles de Saint Joseph.                    |

## 1990
| No. | Image    | Bienheureux                                    | Date de béatification | Lieu de béatification                   | Informations |
| --- | -------- | ---------------------------------------------- | --------------------- | --------------------------------------- | --- |
| 1.  |          | Martyrs de Turón Saints depuis 1999            | 29 avril 1990         | Place Saint-Pierre, État du Vatican     | Morts martyrs en Asturies le 9 octobre 1934. Huit religieux de l'institut des frères des écoles chrétiennes et Innocent de l'Immaculée prêtre de la Congrégation de la Passion de Jésus-Christ. |
| 2.  | framless | Marie Mercedes Prat                            | 29 avril 1990         | Place Saint-Pierre, État du Vatican     | (1880 - 1936), espagnole, Carmélite de la Compagnie de Sainte Thérèse de Jésus, communauté éducatrice pour les jeunes filles.                                                                   |
| 3.  | framless | Martyrs de Tlaxcala Saints depuis 2017         | 6 mai 1990            | Mexico, Mexique                         | Trois enfants de 12 à 14 ans, martyrs de Tlaxcala au (Mexique) en 1527 et 1529. |
| 4.  | framless | José Maria de Yermo y Parres Saint depuis 2000 | 6 mai 1990            | Mexico, Mexique                         | (1851-1904), prêtre mexicain, membre de la Congrégation de la Mission et fondateur des servantes du Sacré-Cœur de Jésus et des Pauvres.                                                         |
| 5.  | framless | Juan Diego Cuauhtlatoatzin Saint depuis 2002   | 6 mai 1990            | Mexico, Mexique                         | (1474 -1548), indien mexicain de la tribu des Nahuas qui aurait assisté en 1531 à l'apparition de la Vierge Marie sous la représentation de la Vierge de Guadalupe.                             |
| 6.  | framless | Pier Giorgio Frassati                          | 20 mai 1990           | Place Saint-Pierre, État du Vatican     | (1901-1925), étudiant, alpiniste et membre du Tiers Ordre dominicain. |
| 7.  | framless | Joseph Allamano                                | 7 octobre 1990        | Place Saint-Pierre, État du Vatican     | (1851-1926), prêtre italien fondateur des missionnaires de la Consolata et des sœurs missionnaires de la Consolata.                                                                             |
| 8.  | framless | Annibale Maria Di Francia Saint depuis 2004    | 7 octobre 1990        | Place Saint-Pierre, État du Vatican     | (1851-1927), prêtre italien, fondateur de la congrégation des Filles du Divin Zèle et les Rogationistes du Cœur de Jésus.                                                                       |
| 9.  | framless | Élisabeth Vendramini                           | 4 novembre 1990       | Basilique Saint-Pierre, État du Vatican | (1790-1860) fondatrice des franciscaines élisabethines. |
| 10. | framless | Louise Thérèse de Montaignac                   | 4 novembre 1990       | Basilique Saint-Pierre, État du Vatican | (1820-1885), religieuse française, fondatrice des Oblates du Cœur de Jésus. |
| 11. |          | Marie Schininà                                 | 4 novembre 1990       | Basilique Saint-Pierre, État du Vatican | (1844-1910), religieuse italienne, fondatrice des sœurs du Sacré Cœur de Raguse |
| 12. |          | Marthe Le Bouteiller                           | 4 novembre 1990       | Basilique Saint-Pierre, État du Vatican | (1816-1883) |

## 1991
| No. | Image    | Bienheureux                                           | Date de béatification | Lieu de béatification                   | Informations |
| --- | -------- | ----------------------------------------------------- | --------------------- | --------------------------------------- | --- |
| 1.  |          | Annonciade Cocchetti                                  | 21 avril 1991         | Basilique Saint-Pierre, État du Vatican | (1800-1882) fondatrice des sœurs de Sainte Dorothée de Cemmo                                                        |
| 2.  | framlss  | Jeanne Haze                                           | 21 avril 1991         | Basilique Saint-Pierre, État du Vatican | (1782-1876), religieuse belge, fondatrice des Filles de la Croix de Liège                                           |
| 3.  | framless | Claire Bosatta                                        | 21 avril 1991         | Basilique Saint-Pierre, État du Vatican | (1858-1887) |
| 4.  | framless | Józef Sebastian Pelczar Saint en 2003                 | 2 juin 1991           | Rzeszów, Pologne                        | (1842-1924) |
| 5.  | framless | Bolesława Lament                                      | 5 juin 1991           | Białystok, Pologne                      | (1862-1946) |
| 6.  | framless | Raphaël Chyliński                                     | 9 juin 1991           | Varsovie, Pologne                       | (1694-1741) |
| 7.  | framless | Edouard Joseph Rosaz                                  | 14 juillet 1991       | Suse, Italie                            | (1830-1903) |
| 8.  | framless | Angèle Salawa                                         | 13 août 1991          | Basilique Saint-Pierre, État du Vatican | (1881-1922) |
| 9.  | framless | Pauline du Cœur agonisant de Jésus Sainte depuis 2002 | 18 octobre 1991       | Florianópolis, Brésil                   | (1865-1942) |
| 10. | framless | Adolph Kolping                                        | 27 octobre 1991       | Place Saint-Pierre, État du Vatican     | (1813-1865), prêtre allemand, fondateur de nombreuses associations d'aide et de soutiens aux artisans et ouvriers . |

## 1992
| No. | Image    | Bienheureux                                                   | Date de béatification | Lieu de béatification               | Informations |
| --- | -------- | ------------------------------------------------------------- | --------------------- | ----------------------------------- | --- |
| 1.  |          | Josemaría Escrivá de Balaguer Saint depuis 2002               | 17 mars 1992          | Place Saint-Pierre, Cité du Vatican | (1902-1975), prêtre espagnol. À la suite d'une inspiration divine, il fonda l'Opus Dei, mouvement destiné à tous, pour acquérir la sainteté dans la vie ordinaire. Il donna aussi naissance à la Société de la Sainte-Croix pour les prêtres. Son œuvre se répandit dans de nombreux pays, et il voyagea à travers le monde pour donner aux fidèles les moyens de devenir saint.                                                    |
| 2.  |          | Joséphine Bakhita Sainte depuis 2000                          | 17 mars 1992          | Place Saint-Pierre, Cité du Vatican | (1869–1947), religieuse canossienne soudanaise. Enlevée à 5 ans par des négriers, elle fut vendue comme esclave, subissant tortures et mauvais traitements. Achetée par un consul italien, elle découvre la foi chrétienne et ne désire plus que la vie religieuse. Ayant pu réaliser sa vocation, elle fut pour toutes ses sœurs un exemple de piété et d'humilité, recherchée par la population pour ses prières et ses conseils. |
| 3.  | framless | François Spinelli Saint depuis 2018                           | 21 juin 1992          | Caravaggio, Italie                  | (1853-1913), prêtre Italien, fondateur des Adoratrices du Saint Sacrement. Malgré le succès de son œuvre, les calomnies et les incompréhensions le contraignent à l'exil. Supportant la démantèlement de son œuvre, il poursuivit son ministère auprès des marginaux et des sœurs qui lui étaient restées fidèles. |
| 4.  |          | Dermot O'Hurley et 16 compagnons                              | 27 septembre 1992     | Place Saint-Pierre, Cité du Vatican | Martyrs catholiques irlandais (en) des XVIe et XVIIe siècles dont Térence-Albert O’Brien dominicain et évêque. |
| 5.  |          | Raphaël Arnáiz Barón Saint depuis 2009                        | 27 septembre 1992     | Place Saint-Pierre, Cité du Vatican | (1911-1938), religieux trappiste espagnol. Malgré une santé défaillante, il s'imposa de dures austérités et fut l'exemple de ses frères pour son humilité et sa joie. Grand contemplatif, il laisse des écrits d'une richesse spirituelle peu commune. |
| 6.  |          | Léonie Aviat Sainte depuis 2001                               | 27 septembre 1992     | Place Saint-Pierre, Cité du Vatican | (1844-1914), religieuse française, fondatrice de la Congrégation des Oblates de Saint François de Sales. |
| 7.  |          | Nazaria Ignazia March Mesa Sainte depuis 2018                 | 27 septembre 1992     | Place Saint-Pierre, Cité du Vatican | (1889-1943), religieuse espagnole, missionnaire en Bolivie, où elle fonda la congrégation des Sœurs missionnaires croisées de l'Église pour l'évangélisation des populations populaires, par l'éducation, la diffusion de la presse catholique et la visite des malades et des prisonniers. Son œuvre s'étendit à toute l'Amérique latine.                                                                                          |
| 8.  |          | María Josefa Sancho de Guerra Sainte depuis 2000              | 27 septembre 1992     | Place Saint-Pierre, Cité du Vatican | (1842–1912), religieuse espagnole, qui fonda la Congrégation des Servantes de Jésus de la Charité, pour le service des malades et des indigents. Elle fit tout au long de sa vie preuve d'un grand dévouement et d'une grande piété, devenant l'exemple de ses religieuses. |
| 9.  |          | Federico Rubio Alvarez et 70 compagnons                       | 25 octobre 1992       | Place Saint-Pierre, Cité du Vatican | (†1936), martyrs de la guerre d'Espagne. |
| 10. |          | Felipe de Jesús Munárriz et 50 compagnons                     | 25 octobre 1992       | Place Saint-Pierre, Cité du Vatican | (1875-1936), martyrs de la guerre d'Espagne |
| 11. |          | Narcisse de Jésus Martillo Morán Sainte depuis 2008           | 25 octobre 1992       | Place Saint-Pierre, Cité du Vatican | (1832-1869), laïque équatorienne, membre du Tiers Ordre dominicain. Tout en restant dans le monde, elle mena une vie quasi monastique, faite de dures pénitences et de prières, tout en s'adonnant au soin des pauvres. Elle aurait été favorisée de nombreux dons, comme celui de la prophétie et de la guérison. |
| 12. |          | Cristóbal Magallanes Jara et 24 compagnons Saints depuis 2000 | 22 novembre 1992      | Mexico, Mexique                     | Groupe de martyrs composé de 21 prêtres et 3 laïcs mexicains. Ils furent exécutés entre 1915 et 1937 par des soldats et miliciens du régime anticléricale, à cause de leur foi catholique. Ils furent souvent torturés avant d'être exécutés. |
| 13. |          | Marie Venegas de la Torre Sainte depuis 2000                  | 22 novembre 1992      | Mexico, Mexique                     | (1868–1959), religieuse et infirmière mexicaine. Cofondatrice et supérieure générale des Filles du Sacré Cœur de Jésus de Guadalajara, elle se dévoua tout sa vie aux malades et aux indigents, leur prodiguant des soins aussi bien physiques que spirituels. Au temps de la persécution elle cacha de nombreux prêtres au péril de sa vie. Elle finit ses jours dans la prière et la discrétion.                                  |

## 1993
| No. | Image    | Bienheureux                                | Date de béatification | Lieu de béatification                   | Informations |
| --- | -------- | ------------------------------------------ | --------------------- | --------------------------------------- | --- |
| 1.  | framless | Jean Duns Scot                             | 20 mars 1993          | Basilique Saint-Pierre, État du Vatican | (1229-1308) théologien et philosophe écossais, fondateur de l’école scolastique dite scotiste                              |
| 2.  | framless | Dina Bélanger                              | 20 mars 1993          | Basilique Saint-Pierre, État du Vatican | (1897-1929), religieuse de Jésus-Marie (Sœur Marie Sainte Cécile de Rome)                                                  |
| 3.  | framless | Stanislas Kazimierczyk Saint depuis 2010   | 18 avril 1993         | Place Saint-Pierre, État du Vatican     | (1433-1489) |
| 4.  | framless | Ludovic de Casoria Saint depuis 2014       | 18 avril 1993         | Place Saint-Pierre, État du Vatican     | (1814-1885) franciscain réformé italien et fondateur des Franciscaines élisabéthaines.                                     |
| 5.  | framless | Paule Montal Fornés Sainte depuis 2001     | 18 avril 1993         | Place Saint-Pierre, État du Vatican     | (1799-1889) |
| 6.  | framless | Marie-Angèle Truszkowska                   | 18 avril 1993         | Place Saint-Pierre, État du Vatican     | (1825-1899), fondatrice des sœurs féliciennes.                                                                             |
| 7.  | framless | Faustine Kowalska Sainte depuis 2000       | 18 avril 1993         | Place Saint-Pierre, État du Vatican     | (1905-1938) |
| 8.  | framless | Maurice Tornay                             | 16 mai 1993           | Basilique Saint-Pierre, État du Vatican | (1910-1949) |
| 9.  | framless | Marie-Louise Trichet                       | 16 mai 1993           | Basilique Saint-Pierre, État du Vatican | (1684-1759) |
| 10. | framless | Colombe Gabriel                            | 16 mai 1993           | Basilique Saint-Pierre, État du Vatican | (1858-1926) fondatrice des bénédictines de la charité                                                                      |
| 11. | framless | Florida Cevoli                             | 16 mai 1993           | Basilique Saint-Pierre, État du Vatican | (1685-1767) |
| 12. | framless | Joseph Marello Saint depuis 2001           | 26 septembre 1993     | Asti, Italie                            | (1844-1895) |
| 13. | framless | Diego Ventaja Milán (es)                   | 10 octobre 1993       | Place Saint-Pierre, État du Vatican     | (1880-1936) |
| 14. | framless | Manuel Medina Olmos                        | 10 octobre 1993       | Place Saint-Pierre, État du Vatican     | (1869-1936), évêque de Guadix, martyr durant la guerre d'Espagne.                                                          |
| 15. | framless | Pedro Poveda Castroverde Saint depuis 1993 | 10 octobre 1993       | Place Saint-Pierre, État du Vatican     | (1874-1936), prêtre espagnol, fondateur de l'Institution Thérésienne pour la formation des professeurs laïcs et chrétiens. |
| 16. | framless | Victoria Díez Bustos de Molina (en)        | 10 octobre 1993       | Place Saint-Pierre, État du Vatican     | (1903-1936) |
| 17. | framless | Marie Françoise Rubatto Sainte depuis 2022 | 10 octobre 1993       | Place Saint-Pierre, État du Vatican     | (1844-1904) |
| 18. | framless | Marie Crucifiée Satellico                  | 10 octobre 1993       | Place Saint-Pierre, État du Vatican     | (1706-1745) |

## 1994
| No. | Image    | Bienheureux                             | Date de béatification | Lieu de béatification                   | Informations |
| --- | -------- | --------------------------------------- | --------------------- | --------------------------------------- | --- |
| 1.  | framless | Isidore Bakanja                         | 24 avril 1994         | Place Saint-Pierre, État du Vatican     | (1885-1909) Catéchiste congolais, mort en martyr de la foi, porteur du scapulaire de Notre-Dame du Mont-Carmel. |
| 2.  | framless | Élisabeth Canori Mora                   | 24 avril 1994         | Place Saint-Pierre, État du Vatican     | (1774-1825) |
| 3.  | framless | Jeanne Beretta Molla Sainte depuis 2004 | 24 avril 1994         | Place Saint-Pierre, État du Vatican     | (1922-1962) |
| 4.  | framless | Nicolas Roland                          | 16 octobre 1994       | Place Saint-Pierre, État du Vatican     | (1642-1678) |
| 5.  | framless | Albert Hurtado                          | 16 octobre 1994       | Place Saint-Pierre, État du Vatican     | (1901-1952), Jésuite chilien, apôtre social.                                                                    |
| 6.  | framless | Marie Rafols                            | 16 octobre 1994       | Place Saint-Pierre, État du Vatican     | (1781-1853) |
| 7.  | framless | Petra Pérez Florido                     | 16 octobre 1994       | Place Saint-Pierre, État du Vatican     | (1845-1906) |
| 8.  | framless | Joséphine Vannini Sainte depuis 2019    | 16 octobre 1994       | Place Saint-Pierre, État du Vatican     | (1859-1911) |
| 9.  | framless | Madeleine Morano                        | 5 novembre 1994       | Catane, Italie                          | (1847-1908) |
| 10. | framless | Hyacinthe-Marie Cormier                 | 20 novembre 1994      | Basilique Saint-Pierre, État du Vatican | (1832-1916) |
| 11. | framless | Marie Poussepin                         | 20 novembre 1994      | Basilique Saint-Pierre, État du Vatican | (1653-1744) |
| 12. | framless | Agnès de Jésus                          | 20 novembre 1994      | Basilique Saint-Pierre, État du Vatican | (1602-1634), moniale dominicaine française.                                                                     |
| 13. |          | Eugénie Joubert                         | 20 novembre 1994      | Basilique Saint-Pierre, État du Vatican | (1876-1904) |
| 14. | framless | Claudio Granzotto                       | 20 novembre 1994      | Basilique Saint-Pierre, État du Vatican | (1900-1947) |

## 1995
| No. | Image    | Bienheureux                               | Date de béatification | Lieu de béatification                   | Informations |
| --- | -------- | ----------------------------------------- | --------------------- | --------------------------------------- | --- |
| 1.  |          | Peter To Rot                              | 17 janvier 1995       | Port Moresby, Papouasie-Nouvelle-Guinée | (1912-1945) |
| 2.  | framless | Mary MacKillop Sainte depuis 2010         | 19 janvier 1995       | Sydney, Australie                       | (1842-1909) |
| 3.  | framless | Joseph Vaz Saint depuis 2015              | 21 janvier 1995       | Colombo, Sri Lanka                      | (1651-1711), Prêtre oratorien indien |
| 4.  | framless | Raphaël Guízar Valencia Saint depuis 2006 | 29 janvier 1995       | Basilique Saint-Pierre, État du Vatican | (1878-1938). |
| 5.  | framless | Modestin de Jésus et Marie                | 29 janvier 1995       | Basilique Saint-Pierre, État du Vatican | (1802-1854) |
| 6.  | framless | Genoveva Torres Morales Sainte deuis 2003 | 29 janvier 1995       | Basilique Saint-Pierre, État du Vatican | (1870-1956) |
| 7.  | framless | Grimoald de la Purification               | 29 janvier 1995       | Basilique Saint-Pierre, État du Vatican | (1883-1902), passioniste |
| 8.  | framless | Jean Nepomucène de Tschiderer             | 30 avril 1995         | Trente, Italie                          | (1777-1860) |
| 9.  | framless | Augustin Roscelli Saint depuis 2001       | 7 mai 1995            | Place Saint-Pierre, État du Vatican     | (1818-1902) |
| 10. | framless | Marie de saint Joseph Alvarado Cardozo    | 7 mai 1995            | Place Saint-Pierre, État du Vatican     | (1875-1967) fondatrice des augustines récollettes du Sacré-Cœur de Jésus.                                                                                  |
| 11. | framless | Marie Hélène Stollenwerk                  | 7 mai 1995            | Place Saint-Pierre, État du Vatican     | (1852-1900), missionnaire allemande, cofondatrice des sœurs missionnaires servantes du Saint-Esprit avec le père Arnold Janssen.                           |
| 12. | framless | Marie-Dominique Brun Barbantini           | 7 mai 1995            | Place Saint-Pierre, État du Vatican     | (1789-1868) |
| 13. |          | Joséphine Gabrielle Bonino                | 7 mai 1995            | Place Saint-Pierre, État du Vatican     | (1843-1906) fondatrice des sœurs de la Sainte Famille de Savillan.                                                                                         |
| 14. | framless | Damien de Veuster Saint depuis 2009       | 4 juin 1995           | Koekelberg, Belgique                    | (1840-1889), Apôtre des lépreux à Molokai |
| 15. |          | 45 Martyrs de la guerre d'Espagne         | 1er octobre 1995      | Place Saint-Pierre, État du Vatican     | († 1936) |
| 16. |          | 64 Martyrs des pontons de Rochefort       | 1er octobre 1995      | Place Saint-Pierre, État du Vatican     | Déportés sur des navires négrier, resté à quai sur les pontons de Rochefort, les religieux meurent de froid, de faim, de maladie et de mauvais traitement. |
| 17. |          | Pierre Casani                             | 1er octobre 1995      | Place Saint-Pierre, État du Vatican     | (1572-1647) |
| 18. | framless | Marie Thérèse Scherer                     | 29 octobre 1995       | Place Saint-Pierre, État du Vatican     | (1825-1888) fondatrice des sœurs de la charité de la Sainte-Croix                                                                                          |
| 19. | framless | Marie Bernarde Bütler Sainte depuis 2008  | 29 octobre 1995       | Place Saint-Pierre, État du Vatican     | (1848-1924) |
| 20. | framless | Marguerite Bays Sainte depuis 2019        | 29 octobre 1995       | Place Saint-Pierre, État du Vatican     | (1815-1879) |

## 1996
| No. | Image    | Bienheureux                                              | Date de béatification | Lieu de béatification                   | Informations |
| --- | -------- | -------------------------------------------------------- | --------------------- | --------------------------------------- | --- |
| 1.  | framless | Daniel Comboni                                           | 17 mars 1996          | Basilique Saint-Pierre, Cité du Vatican | (1831-1881), prêtre italien, missionnaire en Afrique, évêque de Khartoum et fondateur des Missionnaires comboniens du Cœur de Jésus |
| 2.  | framless | Guy Marie Conforti                                       | 17 mars 1996          | Basilique Saint-Pierre, Cité du Vatican | (1865-1931), archevêque italien, fondateur des Missionnaires xavériens                                                              |
| 3.  | framless | Alfredo Ildefonso Schuster                               | 12 mai 1996           | Place Saint-Pierre, Cité du Vatican     | (1880-1954), archevêque de Milan |
| 4.  | framless | Philippe Smaldone                                        | 12 mai 1996           | Place Saint-Pierre, Cité du Vatican     | (1848-1923), Prêtre italien, fondateur des Sœurs salésiennes des Sacrés-Cœurs                                                       |
| 5.  | framless | Janvier-Marie Sarnelli                                   | 12 mai 1996           | Place Saint-Pierre, Cité du Vatican     | (1702-1744), prêtre rédemptoriste italien                                                                                           |
| 6.  | framless | Candide Marie de Jésus                                   | 12 mai 1996           | Place Saint-Pierre, Cité du Vatican     | (1845-1912), religieuse italienne, fondatrice des Filles de Jésus                                                                   |
| 7.  | framless | Marie Raphaëlle Cimatti                                  | 12 mai 1996           | Place Saint-Pierre, Cité du Vatican     | (1861-1945), religieuse italienne, des Sœurs hospitalières de la Miséricorde                                                        |
| 8.  |          | María Antonia Bandrés y Elosegui                         | 12 mai 1996           | Place Saint-Pierre, Cité du Vatican     | (1898-1919), religieuse espagnole, des Filles de Jésus                                                                              |
| 9.  |          | Bernhard Lichtenberg                                     | 23 juin 1996          | Stade olympique de Berlin, Allemagne    | (1878-1943), prêtre allemand, Juste parmi les nations                                                                               |
| 10. | framless | Karl Leisner                                             | 23 juin 1996          | Stade olympique de Berlin, Allemagne    | prêtre allemand, martyr |
| 11. | framless | Wincenty Lewoniuk et ses compagnons, martyrs de Pratulin | 6 octobre 1996        | Vatican                                 | († 1874), martyrs |
| 12. | framless | Edmond Rice                                              | 6 octobre 1996        | Vatican                                 | (1762-1844), Laïc irlandais, fondateur des frères chrétiens et des frères de la Présentation                                        |
| 13. | framless | Marie Anne Mogas Fontcuberta                             | 6 octobre 1996        | Vatican                                 | (1827-1886), religieuse espagnole, fondatrice des franciscaines missionnaires de la Mère du Divin Pasteur                           |
| 14. | framless | Marcelline Darowska                                      | 6 octobre 1996        | Vatican                                 | (1827-1911), religieuse polonaise, fondatrice des Sœurs de l'Immaculée Conception de la Bienheureuse Vierge Marie                   |
| 15. | framless | Otto Neururer                                            | 24 novembre 1996      | Vatican                                 | (1882-1940), Prêtre autrichien, martyr                                                                                              |
| 16. | framless | Jakob Gapp                                               | 24 novembre 1996      | Vatican                                 | (1897-1943), prêtre marianiste et martyr                                                                                            |
| 17. | framless | Catherine Jarrige                                        | 24 novembre 1996      | Vatican                                 | (1754-1836), Laïque française |

## 1997
| No. | Image    | Bienheureux                       | Date de béatification | Lieu de béatification                   | Informations |
| --- | -------- | --------------------------------- | --------------------- | --------------------------------------- | --- |
| 1.  | framless | Florentino Asensio Barroso (en)   | 4 mai 1977            | Basilique Saint-Pierre, État du Vatican | (1877-1936), évêque, martyr de la guerre d'Espagne.                                                                       |
| 2.  | framless | Zéphyrin Giménez Malla            | 4 mai 1977            | Basilique Saint-Pierre, État du Vatican | (1861-1936), gitan, martyr de la guerre d'Espagne.                                                                        |
| 3.  | framless | Gaétan Catanoso                   | 4 mai 1977            | Basilique Saint-Pierre, État du Vatican | (1879-1963), prêtre italien, fondateur des Sœurs Véronique de la Sainte Face.                                             |
| 4.  | framless | Enrico Rebuschini (en)            | 4 mai 1977            | Basilique Saint-Pierre, État du Vatican | (1860-1938), prêtre, membre de l'Ordre des Clercs réguliers pour les malades.                                             |
| 5.  | framless | Marie de l'Incarnation Rosal      | 4 mai 1977            | Basilique Saint-Pierre, État du Vatican | (1820-1886), religieuse guatémaltèque, réformatrice et deuxième fondatrice des bethlémites filles du Sacré-Cœur de Jésus. |
| 6.  | framless | Bernardyna Maria Jabłońska (en)   | 6 juin 1997           | Zakopane, Pologne                       | (1878-1940), religieuse co-foncdatrice des Sœurs albertines servantes des pauvres.                                        |
| 7.  | framless | Marie Karłowska                   | 6 juin 1997           | Zakopane, Pologne                       | (1865-1935), fondatrice des sœurs du Bon Pasteur de la Divine Providence.                                                 |
| 8.  | framless | Frédéric Ozanam                   | 22 août 1997          | Paris, France                           | (1813-1853), professeur de littérature étrangère à la Sorbonne, fondateur de la Société de Saint-Vincent-de-Paul.         |
| 9.  |          | Bartolomeo Maria Dal Monte (en)   | 22 septembre 1997     | Bologne, Italie                         | (1726-1778), prêtre. |
| 10. | framless | Elías del Socorro Nieves          | 12 octobre 1997       | Place Saint-Pierre, Vatican             | (1882-1928), prêtre mexicain, martyr.                                                                                     |
| 11. | framless | Jean Baptiste Piamarta            | 12 octobre 1997       | Place Saint-Pierre, Vatican             | (1841-1913), prêtre italien, fondateur de la congrégation de la Sainte Famille de Nazareth.                               |
| 12. | framless | Dominique Lentini                 | 12 octobre 1997       | Place Saint-Pierre, Vatican             | (1770-1828), prêtre italien.                                                                                              |
| 13. | framless | Émilie d'Oultremont               | 12 octobre 1997       | Place Saint-Pierre, Vatican             | (1818-1878), fondatrice des Sœurs de Marie-Réparatrice.                                                                   |
| 14. | framless | Marie Thérèse Fasce               | 12 octobre 1997       | Place Saint-Pierre, Vatican             | (1881-1947), abbesse dans l'ordre de Saint-Augustin.                                                                      |
| 15. | framless | Vilmos Apor                       | 9 novembre 1997       | Place Saint-Pierre, État du Vatican     | (1881-1947), évêque hongrois, martyr.                                                                                     |
| 16. | framless | Jean-Baptiste Scalabrini          | 9 novembre 1997       | Place Saint-Pierre, État du Vatican     | (1839-1905), évêque italien, fondateur des Missionnaires de Saint-Charles.                                                |
| 17. |          | Marie-Vincente de Sainte-Dorothée | 9 novembre 1997       | Place Saint-Pierre, État du Vatican     | (1867-1949), religieuse mexicaine, fondatrice des Servantes de la Très Sainte Trinité et des pauvres.                     |

## 1998
| No. | Image    | Bienheureux                                | Date de béatification | Lieu de béatification               | Informations |
| --- | -------- | ------------------------------------------ | --------------------- | ----------------------------------- | --- |
| 1.  | framless | Eugène Bossilkov                           | 15 mars 1998          | État du Vatican                     | (1900-1952), évêque et martyr. |
| 2.  | framless | Brigitte Morello                           | 15 mars 1998          | État du Vatican                     | (1610-1679), religieuse italienne, fondatrice des Ursulines de Marie Immaculée.                                                                                       |
| 3.  | framless | Carmen Sallés y Barangueras                | 15 mars 1998          | État du Vatican                     | (1848-1911), religieuse espagnole, fondatrice des Conceptionistes Missionnaires de l'Enseignement.                                                                    |
| 4.  |          | Cyprien Tansi                              | 22 mars 1998          | Onitsha, Nigeria                    | (1835-1906), évêque de Séville, cardinal, fondateur des Servantes du Divin Cœur de Jésus.                                                                             |
| 5.  | framless | Rita Josefa Pujalte Sánchez (es)           | 10 mai 1998           | Place Saint-Pierre, État du Vatican | (1853-1936), religieuse espagnole, martyr de la guerre d'Espagne. |
| 6.  |          | Francisca Aldea Araujo (it)                | 10 mai 1998           | Place Saint-Pierre, État du Vatican | (1881-1936), religieuse espagnole, martyr de la guerre d'Espagne. |
| 7.  |          | María Gabriela Hinojosa et ses 6 compagnes | 10 mai 1998           | Place Saint-Pierre, État du Vatican | (1872-1936), religieuses espagnoles, martyrs de la guerre d'Espagne.                                                                                                  |
| 8.  | framless | Maria Sagrario de Saint Louis de Gonzague  | 10 mai 1998           | Place Saint-Pierre, État du Vatican | (1881-1936). Carmélite, Prieur du couvent de Madrid. Morte en martyr de la foi, exécutée par les Républicains durant la guerre civile espagnole.                      |
| 9.  | framless | Nimatullah Kassab Al-Hardini               | 10 mai 1998           | Place Saint-Pierre, État du Vatican | (1808-1858), moine libanais. |
| 10. | framless | Maravillas de Jesús                        | 10 mai 1998           | Place Saint-Pierre, État du Vatican | (1891-1974). Carmélite espagnole, grande mystique, elle mène durant sa vie de nombreuses actions en faveur des pauvres. Elle fonde dix Carmels en Espagne et en Inde. |
| 11. |          | Secondo Pollo (en)                         | 23 mai 1998           | Verceil, Italie                     | (1908-1941), prêtre italien. |
| 12. | framless | Teresa Bracco                              | 24 mai 1998           | Turin, Italie                       | (1924-1944), vierge et martyr. |
| 13. |          | Jean-Marie Boccardo                        | 24 mai 1998           | Turin, Italie                       | (1898-1914), prêtre italien, fondateur des pauvres filles de saint Gaétan.                                                                                            |
| 14. | framless | Thérèse Grillo Michel                      | 24 mai 1998           | Turin, Italie                       | (1855-1944), religieuse italienne fondatrice des Petites Sœurs de la Divine Providence.                                                                               |
| 15. | framless | Marie Restitute Kafka                      | 21 juin 1998          | Vienne, Autriche                    | (1894-1943), religieuse franciscaine de la Charité chrétienne. |
| 16. |          | Jakob Kern                                 | 21 juin 1998          | Vienne, Autriche                    | (1897-1924), chanoine prémontré autrichien. |
| 17. | framless | Antoine Marie Schwartz                     | 21 juin 1998          | Vienne, Autriche                    | (1852-1929), prêtre autrichien, fondateur de la congrégation des ouvriers chrétiens de saint Joseph de Calasanz.                                                      |
| 18. | framless | Giuseppe Tovini                            | 20 septembre 1998     | Brescia, Italie                     | (1841-1897), banquier et avocat italien. |
| 19. | framless | Alojzije Stepinac                          | 3 octobre 1998        | Marija Bistrica, Croatie            | (1838-1890) |
| 20. | framless | Zéphyrin Agostini                          | 25 octobre 1998       | Place Saint-Pierre, État du Vatican | (1813-1896), prêtre italien, fondateur des Ursulines filles de Marie Immaculée.                                                                                       |
| 21. | framless | Antoine de Sainte-Anne Galvão              | 25 octobre 1998       | Place Saint-Pierre, État du Vatican | (1739-1822), prêtre brésilien, franciscain déchaussé. |
| 22. | framless | Faustino Míguez González                   | 25 octobre 1998       | Place Saint-Pierre, État du Vatican | (1831-1925), prêtre espagnol, religieux piariste, fondateur des Filles de la Divine Bergère, Institut Calasanz                                                        |
| 23. | framless | Théodore Guérin                            | 25 octobre 1998       | Place Saint-Pierre, État du Vatican | (1798-1856), religieuse française, fondatrice des sœurs de la Providence de Saint Mary-of-the-Woods.                                                                  |

## 1999
| No. | Image    | Bienheureux                                        | Date de béatification | Lieu de béatification               | Informations |
| --- | -------- | -------------------------------------------------- | --------------------- | ----------------------------------- | --- |
| 1.  | framless | Nicolas Barré                                      | 7 mars 1999           | Place Saint-Pierre, État du Vatican | (1621-1686) |
| 2.  | framless | Anna Schäffer                                      | 7 mars 1999           | Place Saint-Pierre, État du Vatican | (1882-1925) |
| 3.  |          | Vicente Soler et 7 compagnons                      | 7 mars 1999           | Place Saint-Pierre, État du Vatican | (1867-1936) |
| 4.  | framless | Padre Pio                                          | 2 mai 1999            | Place Saint-Pierre, État du Vatican | (1887-1968) |
| 5.  | framless | Étienne-Vincent Frelichowski                       | 7 juin 1999           | Toruń, Pologne                      | (1913-1945) prêtre mort à Dachau. |
| 6.  | framless | 108 Martyrs polonais de la Seconde guerre mondiale | 13 juin 1999          | Varsovie, Pologne                   | dont : - Marian Konopinski (1907-1943) ; - Antonin Bajewski (1915-1941), franciscain ; - Alphonse-Marie (1891-1944) carme déchaux ; - Fidèle Chojnacki (1906-1942), capucin ; - Joseph Kowalski (1911-1942), prêtre ; - Innocent Guz (1890-1940), franciscain ; - Romain Archutowski (1882-1943), prêtre ; |
| 7.  | framless | Régine Protmann                                    | 13 juin 1999          | Varsovie, Pologne                   | (1552-1613) |
| 8.  | framless | Edmund Bojanowski                                  | 13 juin 1999          | Varsovie, Pologne                   | (1814-1871) |
| 9.  | framless | Anton Martin Slomšek (en)                          | 19 septembre 1999     | Maribor, Slovénie                   | (1800-1862) |
| 10. | framless | Arcangelo Tadini                                   | 3 octobre 1999        | Place Saint-Pierre, État du Vatican | (1846-1912) |
| 11. | framless | Édouard Poppe                                      | 3 octobre 1999        | Place Saint-Pierre, État du Vatican | (1890-1924) |
| 12. |          | Mariano da Roccacasale                             | 3 octobre 1999        | Place Saint-Pierre, État du Vatican | (1778-1866) |
| 13. |          | Didace de Vallinfreda                              | 3 octobre 1999        | Place Saint-Pierre, État du Vatican | (1839 - 1919) |
| 14. | framless | Nicola da Gesturi                                  | 3 octobre 1999        | Place Saint-Pierre, État du Vatican | (1882-1958) |
| 15. |          | Ferdinand Marie Baccilieri                         | 3 octobre 1999        | Place Saint-Pierre, État du Vatican | (1821-1893) |

## 2000
| No. | Image | Bienheureux                                           | Date de béatification | Lieu de béatification               | Informations |
| --- | ----- | ----------------------------------------------------- | --------------------- | ----------------------------------- | --- |
| 1.  |       | André de Soveral et ses compagnons Saints depuis 2017 | 5 mars 2000           | Place Saint-Pierre, Cité du Vatican | Groupe de martyrs composé de 2 prêtres et de 28 laïcs essentiellement d'origine portugaise, sauvagement assassinés les 16 juillet et 3 octobre 1645 au Brésil par des troupes hollandaises protestantes, parce qu'ils étaient catholiques. |
| 2.  |       | Nicolas Bunkerd Kitbamrung                            | 5 mars 2000           | Place Saint-Pierre, Cité du Vatican | (1895-1944), prêtre thaïlandais, martyr |
| 3.  |       | Adèle Mordosewicz et ses compagnes                    | 5 mars 2000           | Place Saint-Pierre, Cité du Vatican | 11 religieuses polonaises et martyres. Membres de la congrégation des Sœurs de la Sainte Famille de Nazareth, elles furent tuées par les nazis à cause de leur état de consacrée. |
| 4.  |       | Pierre Calungsod Saint depuis 2012                    | 5 mars 2000           | Place Saint-Pierre, Cité du Vatican | (1654-1672), catéchiste philippin. Envoyé comme missionnaire dans les iles Mariannes, il y subit le martyre à cause des nombreuses conversions à la foi catholique qu'il y avait obtenu. |
| 5.  |       | André de Phú Yên                                      | 5 mars 2000           | Place Saint-Pierre, Cité du Vatican | (1625-1644), premier martyr du Vietnam. Converti par les missionnaires jésuites, il devint catéchiste. Il fut martyrisé à 19 ans, pour avoir refusé de renier sa foi au Christ. |
| 6.  |       | Mariano de Jesús Euse Hoyos                           | 9 avril 2000          | Place Saint-Pierre, Cité du Vatican | (1845-1926) |
| 7.  |       | François-Xavier Seelos                                | 9 avril 2000          | Place Saint-Pierre, Cité du Vatican | (1819-1867) |
| 8.  |       | Anne-Rose Gattorno                                    | 9 avril 2000          | Place Saint-Pierre, Cité du Vatican | (1831-1900) |
| 9.  |       | Élisabeth Hesselblad Sainte depuis 2016               | 9 avril 2000          | Place Saint-Pierre, Cité du Vatican | (1870-1957), religieuse suédoise. Passée du protestantisme au catholicisme, elle devint religieuse et redonna vie à l'Ordre des Sœurs du Saint-Sauveur de Sainte-Brigitte. Elle travailla à l'unité des chrétiens et sauva de nombreux juifs pendant la guerre, ce qui lui valut d'être déclaré Juste parmi les nations. |
| 10. |       | Marie Thérèse Chiramel Mankidyan Sainte depuis 2019   | 9 avril 2000          | Place Saint-Pierre, Cité du Vatican | (1876-1926), religieuse indienne, fondatrice des Sœurs de la Sainte Famille de Thrissur. Elle se dévoua tout au long de sa vie aux plus nécessiteux, toutes castes et religions confondues, malgré de nombreuses épreuves et en parallèle d'une intense vie mystique (stigmates) |
| 11. |       | Francisco Marto Saint depuis 2017                     | 13 mai 2000           | Fátima, Portugal                    | (1908-1919), jeune berger ayant vu la Vierge à Fátima en 1917. Il eut beaucoup à souffrir à cause des apparitions (insultes, menaces, prison) et redoublait de prières et de sacrifices pour la conversion des pécheurs. Il mourut à 10 ans, emporté par la grippe espagnole, comme la Vierge lui avait prédit. |
| 12. |       | Jacinta Marto Sainte depuis 2017                      | 13 mai 2000           | Fátima, Portugal                    | (1910-1920), jeune bergère ayant vu la Vierge à Fátima en 1917. Elle eut beaucoup à souffrir à cause des apparitions (insultes, menaces, prison) et redoublait de prières et de sacrifices pour la conversion des pécheurs. Elle mourut dans la douleur et la solitude à 9 ans, emportée comme son frère par la grippe espagnole, comme la Vierge leur avait prédit.                                                                                  |
| 13. |       | Pie IX                                                | 3 septembre 2000      | Place Saint-Pierre, Cité du Vatican | (1792-1878), Pape. Il dut tenir ferme la doctrine et l'indépendance de l'Église malgré les menaces idéologiques et politiques. Il convoqua le Concile Vatican I, a défini le dogme de l'Immaculée Conception et de l'infaillibilité pontificale, et donna un grand élan missionnaire. |
| 14. |       | Jean XXIII Saint depuis 2014                          | 3 septembre 2000      | Place Saint-Pierre, Cité du Vatican | (1881-1963), Pape. Diplomate du Saint-Siège, puis patriarche de Venise et cardinal, il devint pape en 1958. Il lança le Concile Vatican II pour adapter l'Eglise au monde moderne, et travailla à la paix dans le monde, dans le contexte de la guerre froide. Malgré des critiques internes, il fut très populaire dans le monde catholique et même en-dehors, par sa simplicité et sa proximité avec les fidèles ; il est surnommé le « bon pape ». |
| 15. |       | Tommaso Reggio                                        | 3 septembre 2000      | Place Saint-Pierre, Cité du Vatican | (1818-1901), archevêque de Gênes. Pasteur attentif aux pauvres, aux migrants, il fonda les Sœurs de Sainte Marthe de Vintimille. Il visita plusieurs fois son diocèse et eut à cœur la bonne formation chrétienne de son clergé et des fidèles. |
| 16. |       | Guillaume-Joseph Chaminade                            | 3 septembre 2000      | Place Saint-Pierre, Cité du Vatican | (1761-1850) |
| 17. |       | Columba Marmion                                       | 3 septembre 2000      | Place Saint-Pierre, Cité du Vatican | (1858-1923), abbé bénédictin belge. À la tête de l'abbaye de Maredsous, il fut le père de ses moines et un théologien imminent, qui laissa des chefs d'œuvre. |

## 2001
| No. | Image | Bienheureux                                         | Date de béatification | Lieu de béatification               | Informations |
| --- | ----- | --------------------------------------------------- | --------------------- | ----------------------------------- | --- |
| 1.  |       | 232 martyrs de la guerre d'Espagne                  | 11 mars 2001          | Place Saint-Pierre, État du Vatican | Dont : - Francisco Castelló (1914-1936) - José Aparicio Sanz (1893-1936) - Sauveur Mollar Ventura (1896-1936) - Narcisse Basté Basté (1866-1936). |
| 2.  |       | Manuel González García Saint depuis 2016            | 29 avril 2001         | Place Saint-Pierre, Cité du Vatican | (1877-1940), évêque espagnol de Malaga puis de Palencia. Il tenta de raviver la ferveur chrétienne de la population, notamment dans les campagnes, et fut un véritable apôtre de la dévotion eucharistique. Pour cela il écrivit des livres, lança des revues et des confréries, et fonda la Congrégation des Missionnaires eucharistiques de Nazareth.                              |
| 3.  |       | Marie-Anne Blondin                                  | 29 avril 2001         | Place Saint-Pierre, Cité du Vatican | (1809-1890), religieuse canadienne. Son souci de l'éducation des enfants l'amena à fonder les Sœurs de Sainte-Anne. Elle fut injustement mise à l'écart par l'aumônier, qui s'appropria le titre de fondateur. Elle vécut jusqu'à sa mort comme une sœur ignorée, dans l'humilité, et priant pour ses détracteurs.                                                                   |
| 4.  |       | Catherine Volpicelli Sainte depuis 2009             | 29 avril 2001         | Place Saint-Pierre, Cité du Vatican | (1839-1894), religieuse italienne fondatrice des servantes du Sacré-Cœur. |
| 5.  |       | Catherine Cittadini                                 | 29 avril 2001         | Place Saint-Pierre, Cité du Vatican | (1801-1857) fondatrice des Ursulines de Saint-Jérôme |
| 6.  |       | Carlos Manuel Rodríguez Santiago                    | 29 avril 2001         | Place Saint-Pierre, Cité du Vatican | (1918-1963), laïc portoricain |
| 7.  |       | Georges Preca Saint depuis 2007                     | 9 mai 2001            | Il-Furjana, Malte                   | (1880-1962), prêtre et fondateur de la Société de la Doctrine Chrétienne (MUSEUM). Il est populairement appelé le « Second Apôtre de Malte », après Saint Paul. Il rejoint le Tiers-Ordre carmélitain en 1919 |
| 8.  |       | Ignace Falzon                                       | 9 mai 2001            | Il-Furjana, Malte                   | (1813-1865) |
| 9.  |       | Maria Adeodata Pisani                               | 9 mai 2001            | Il-Furjana, Malte                   | (1806-1855) |
| 10. |       | Josef Bilczewski Saint depuis 2005                  | 26 juin 2001          | Wilamowice, Pologne                 | (1860-1923), archevêque de rite latin de Lviv. Il eut un grand souci des plus pauvres et fut un artisan de réconciliation entre Polonais, Ukrainiens, Russes et Autrichiens. Il lança de nombreuses initiatives pour former son clergé et les fidèles, et fut surnommé « l’apôtre de l’Eucharistie ».                                                                                |
| 11. |       | Zygmunt Gorazdowski Saint depuis 2005               | 26 juin 2001          | Wilamowice, Pologne                 | (1845-1920), prêtre polonais. Il fonda de nombreuses institutions caritatives et notamment les Sœurs de Saint Joseph de Cracovie. Il est qualifié d'authentique perle du clergé latin de Lviv. |
| 12. |       | Martyrs d'Ukraine                                   | 27 juin 2001          | Lviv, Ukraine                       | Groupe de 25 martyrs d'Ukraine, victimes de la persécution religieuse menée par la République socialiste soviétique d'Ukraine. Dont Grégoire Lakota. |
| 13. |       | Josaphata Micheline Hordashevska                    | 27 juin 2001          | Lviv, Ukraine                       | (1869-1919), religieuse ukrainienne. Elle fonda les Servantes de Marie Immaculée, qu'elle dirigea avec zèle et dévouement, malgré des difficultés. Ses dernières années furent marquées par la maladie, qu'elle supporta avec patience. |
| 14. |       | Ignatius Maloyan                                    | 7 octobre 2001        | Place Saint-Pierre, Cité du Vatican | (1869-1915), archevêque arménien et martyr. Malgré les menaces pour sa vie, il resta auprès de ses fidèles et fut tué à cause de la foi chrétienne, au cours du génocide arménien. |
| 15. |       | Nikolaus Gross                                      | 7 octobre 2001        | Place Saint-Pierre, Cité du Vatican | (1898-1945) |
| 16. |       | Alfonso Maria Fusco Saint depuis 2016               | 7 octobre 2001        | Place Saint-Pierre, Cité du Vatican | (1839-1910), prêtre italien, engagé auprès de la jeunesse défavorisée des campagnes, il fonda pour leur éducation des écoles, orphelinats et la Congrégation des Sœurs de saint Jean Baptiste pour l'aider dans son œuvre. Injustement écarté de son institut, il ne proteste pas et vécut les dernières années de sa vie pauvrement.                                                |
| 17. |       | Thomas-Marie Fusco                                  | 7 octobre 2001        | Place Saint-Pierre, Cité du Vatican | (1831-1891) |
| 18. |       | Émilie Gamelin                                      | 7 octobre 2001        | Place Saint-Pierre, Cité du Vatican | (1800-1851) |
| 19. |       | Eugénie Picco                                       | 7 octobre 2001        | Place Saint-Pierre, Cité du Vatican | (1867-1921) |
| 20. |       | Marie Euthymie Üffing                               | 7 octobre 2001        | Place Saint-Pierre, Cité du Vatican | (1914-1955), religieuse allemande de la congrégation des clémentines. |
| 21. |       | Luigi et Maria Beltrame Quattrocchi                 | 21 octobre 2001       | Place Saint-Pierre, État du Vatican | Luigi (1880-1951) et Maria (1884-1965), laïcs italiens. Ils furent des époux et des parents authentiquement chrétiens, modèles d'une vie conjugale qui les a mené ensemble à la sainteté. |
| 22. |       | Pavol Peter Gojdič                                  | 4 novembre 2001       | Place Saint-Pierre, Cité du Vatican | (1888-1960) |
| 23. |       | Méthode-Dominique Trčka                             | 4 novembre 2001       | Place Saint-Pierre, Cité du Vatican | (1886-1959) |
| 24. |       | Giovanni Antonio Farina Saint depuis 2014           | 4 novembre 2001       | Place Saint-Pierre, Cité du Vatican | (1803-1888), évêque italien de Trévise puis de Vicence, il prenait soin de la formation de son clergé, visitait son diocèse, lançait des initiatives pour raviver la foi chrétienne de la population et s'occupait beaucoup des pauvres. Il fonda la Congrégation des Sœurs de Sainte-Dorothée, Filles des Sacrés-Cœurs, pour l'éducation de la jeunesse et le secours des miséreux. |
| 25. |       | Bartolomeu Fernandes dos Mártires Saint depuis 2019 | 4 novembre 2001       | Place Saint-Pierre, Cité du Vatican | (1514-1590), religieux portugais dominicain, archevêque de Braga. Il prit part au Concile de Trente et s'efforça de mettre en pratique ses directives dans son diocèse, élabora un catéchisme pour les fidèles et créa des séminaires. Épuisé par 28 ans d'épiscopat, il se démit de sa charge et finit sa vie dans la pauvreté d'un couvent.                                        |
| 26. |       | Louis Tezza                                         | 4 novembre 2001       | Place Saint-Pierre, Cité du Vatican | (1841-1923), prêtre italien, fondateur des Filles de Saint Camille. Il dirigea des communautés en Amérique latine, avec zèle et en supportant des calomnies. |
| 27. |       | Paolo Manna                                         | 4 novembre 2001       | Place Saint-Pierre, Cité du Vatican | (1872-1952), prêtre italien. Missionnaire en Birmanie, il organisa aussi les missionnaires européens, en fondant notamment l'Union missionnaire pour le clergé. |
| 28. |       | Gaétane Sterni                                      | 4 novembre 2001       | Place Saint-Pierre, Cité du Vatican | (1827-1889) fondatrice des Sœurs de la volonté divine |
| 29. |       | Marie Pilar Izquierdo Albero                        | 4 novembre 2001       | Place Saint-Pierre, Cité du Vatican | (1906-1945) fondatrice de l'Œuvre missionnaire de Jésus et Marie. |

## 2002
| No. | Image    | Bienheureux                                 | Date de béatification | Lieu de béatification               | Informations |
| --- | -------- | ------------------------------------------- | --------------------- | ----------------------------------- | --- |
| 1.  |          | Gaétan Errico Saint depuis 2008             | 14 avril 2002         | Place Saint-Pierre, Cité du Vatican | (1791-1860), prêtre italien. À la suite d'une vision, il fit construire une église et fonda les Missionnaires des Sacrés Cœurs de Jésus et de Marie, destinées aux missions dans les paroisses et à la prédication. Il était réputé pour sa sainteté et recherché par les fidèles.                                       |
| 2.  |          | Ludovic Pavoni Saint depuis 2016            | 14 avril 2002         | Place Saint-Pierre, Cité du Vatican | (1784-1849), prêtre italien, pionnier des patronages et des écoles professionnelles, il fut le fondateur de l'Institut des Fils de Marie Immaculée, pour sauver les jeunes pauvres de la misère. |
| 3.  |          | Louis Variara                               | 14 avril 2002         | Place Saint-Pierre, Cité du Vatican | (1875-1923), prêtre salésien italien. Envoyé en Colombie au service des lépreux, il leur apporta une dignité humaine par toutes sortes de structures, et conduisit bon nombre de jeunes femmes lépreuses à une vie spirituelle plus profonde, pour lesquelles il fonda les Filles des Sacrés Cœurs de Jésus et de Marie. |
| 4.  |          | Artemide Zatti                              | 14 avril 2002         | Place Saint-Pierre, Cité du Vatican | (1880-1951), médecin italien et coopérateur des salésiens. Il partit en Argentine, où il fit preuve d'un grand dévouement aux malades et aux enfants, tout en étant admiré pour sa foi par les personnes qui le côtoyaient.                                                                                              |
| 5.  |          | Marie Cabanillas                            | 14 avril 2002         | Place Saint-Pierre, Cité du Vatican | (1821-1885), religieuse argentine. Elle fonda la congrégation des Missionnaires franciscaines, pour la prise en charge et l'éducation chrétienne des pauvres et des orphelins. |
| 6.  |          | María Romero Meneses                        | 14 avril 2002         | Place Saint-Pierre, Cité du Vatican | (1902-1977), religieuse salésienne nicaraguayenne. Elle œuvra pendant plus de 30 ans au Costa Rica, s'efforçant de répondre aux besoins matériels et spirituels des populations défavorisées, par de multiples initiatives.                                                                                              |
| 7.  | framless | Kamen Vitchev (en)                          | 26 mai 2002           | Place Saint-Pierre, État du Vatican | (1893-1952) |
| 8.  |          | Pavel Dzjidzjov                             | 26 mai 2002           | Place Saint-Pierre, État du Vatican | (1919-1952) |
| 9.  |          | Josaphat Siskov                             | 26 mai 2002           | Place Saint-Pierre, État du Vatican | (1884-1952) |
| 10. |          | Martyrs de Cajonos (en)                     | 26 mai 2002           | Place Saint-Pierre, État du Vatican | |
| 11. |          | Zygmunt Szczęsny Feliński Saint depuis 2009 | 18 août 2002          | Cracovie, Pologne                   | (1822-1895), archevêque de Varsovie et fondateur de l'Institut des Franciscaines de la famille de Marie |
| 12. |          | Jan Beyzym                                  | 18 août 2002          | Cracovie, Pologne                   | (1850-1912) |
| 13. |          | Jean-Adalbert Balicki                       | 18 août 2002          | Cracovie, Pologne                   | (1869-1948) |
| 14. |          | Sancie Szymkowiak                           | 18 août 2002          | Cracovie, Pologne                   | (1910-1942) religieuse polonaise des Franciscaines de Notre-Dame des Douleurs. |
| 15. |          | Marie de la Passion de Chappotin            | 20 octobre 2002       | Place Saint-Pierre, État du Vatican | (1839-1904) |
| 16. |          | André-Hyacinthe Longhin                     | 20 octobre 2002       | Place Saint-Pierre, État du Vatican | (1863-1936) |
| 17. | framless | Lidwine Meneguzzi                           | 20 octobre 2002       | Place Saint-Pierre, État du Vatican | (1901-1941) |
| 18. |          | Marc-Antoine Durando                        | 20 octobre 2002       | Place Saint-Pierre, État du Vatican | (1801-1880) lazariste à Turin, fondateur des Sœurs nazaréennes de la Passion. |
| 19. |          | Daudi Okelo                                 | 20 octobre 2002       | Place Saint-Pierre, État du Vatican | (1902 ca-1918) |
| 20. |          | Jildo Irwa                                  | 20 octobre 2002       | Place Saint-Pierre, État du Vatican | (1906 ca-1918) |

## 2003
| No. | Image | Bienheureux                                                  | Date de béatification | Lieu de béatification               | Informations |
| --- | ----- | ------------------------------------------------------------ | --------------------- | ----------------------------------- | --- |
| 1.  |       | Pierre Bonhomme                                              | 23 mars 2003          | Place Saint-Pierre, Cité du Vatican | (1803-1861) fondateur des sœurs de Notre-Dame du Calvaire |
| 2.  |       | María Dolores Rodríguez Sopeña                               | 23 mars 2003          | Place Saint-Pierre, Cité du Vatican | (1848-1918) fondatrice des sœurs de l'institut catéchiste Dolores Sopeña |
| 3.  |       | Marie Charité Brader                                         | 23 mars 2003          | Place Saint-Pierre, Cité du Vatican | (1860-1943), religieuse suisse, fondatrice en Colombie des franciscaines de Marie Immaculée |
| 4.  |       | Jeanne-Marie Condesa Lluch                                   | 23 mars 2003          | Place Saint-Pierre, Cité du Vatican | (1862-1916), religieuse espagnole, fondatrice de la congrégation des servantes de Marie Immaculée |
| 5.  |       | Lászaló Batthyány-Strattmann                                 | 23 mars 2003          | Place Saint-Pierre, Cité du Vatican | (1870-1931), médecin hongrois et père de famille. Il créa une petite clinique, où il soignait les malades avec beaucoup de dévouement et parfois gratuitement, en échange de quelques prières. Il était surnommé le docteur des pauvres. |
| 6.  |       | Giacomo Alberione                                            | 27 avril 2003         | Place Saint-Pierre, Cité du Vatican | (1884-1971), prêtre italien. Il fonda la Famille paulinienne, composée de plusieurs congrégations, qui se sert des moyens technologiques modernes pour l'évangélisation. Surnommé l'apôtre des mass médias, le succès de ses œuvres et la sainteté de sa vie furent un modèle pour les chrétiens de son temps. |
| 7.  |       | Marc d'Aviano                                                | 27 avril 2003         | Place Saint-Pierre, Cité du Vatican | (1631-1699) capucin |
| 8.  |       | Marie-Christine de l'Immaculée-Conception Sainte depuis 2015 | 27 avril 2003         | Place Saint-Pierre, Cité du Vatican | (1856-1906), religieuse italienne, fondatrice des sœurs victimes expiatrices de Jésus-Sacrement, pour réparer et expier les pêchés par une vie contemplative tournée sur l'adoration eucharistique, et consacrée à l'enseignement des jeunes. Souffrant d'une santé fragile, elle supporta tout avec patience et continua le déploiement de son œuvre. |
| 9.  |       | Eugénie Ravasco                                              | 27 avril 2003         | Place Saint-Pierre, Cité du Vatican | (1845-1900) fondatrice des filles des Sacrés-Cœurs de Jésus et de Marie |
| 10. |       | Marie Dominique Mantovani                                    | 27 avril 2003         | Place Saint-Pierre, Cité du Vatican | (1862-1934), cofondatrice de la congrégation des Petites Sœurs de la Sainte-Famille. |
| 11. |       | Julie Salzano Sainte depuis 2010                             | 27 avril 2003         | Place Saint-Pierre, Cité du Vatican | (1846-1929), religieuse italienne. Animée d'une intense vie spirituelle, elle se dépensa sans relâche, jusqu'à sa mort, à transmettre la foi catholique aux enfants, et fonda dans ce but les Sœurs catéchistes du Sacré-Cœur. |
| 12. |       | Marija Petković                                              | 6 juin 2003           | Dubrovnik, Croatie                  | (1892-1966), religieuse croate, qui fonda les Filles de la miséricorde franciscaine pour venir en aide aux plus pauvres et à la jeunesse abandonnée. Son oubli de soi et sa foi profonde furent l'exemple de ses religieuses. |
| 13. |       | Ivan Merz                                                    | 22 juin 2003          | Banja Luka, Bosnie-Herzégovine      | (1896-1928) |
| 14. |       | Basile Hopko                                                 | 14 septembre 2003     | Bratislava, Slovaquie               | (1904-1976), évêque auxiliaire de l'archéparchie de Prešov et martyr. Il refusa de laisser le contrôle de l'Église au régime communiste et fut emprisonné pendant 14 ans à cause de sa fidélité au pape. Il mourut peu de temps après avoir été libéré, ruiné par les tortures et sévices subis. |
| 15. |       | Zdenka Schelingová                                           | 14 septembre 2003     | Bratislava, Slovaquie               | (1916-1955) |
| 16. |       | Mère Teresa Sainte depuis 2016                               | 19 octobre 2003       | Place Saint-Pierre, État du Vatican | (1910-1997), religieuse albanaise. Missionnaire en Inde, elle quitta tout pour se mettre au service des plus pauvres de Calcutta. Elle donna naissance aux Missionnaires de la Charité pour la poursuite de son œuvre, ouvrit des écoles, orphelinats, mouroirs et dispensaires. Elle reçut le Prix Nobel de la paix en 1979 pour son travail, la faisant dès lors jouir d'une notoriété mondiale. Animée d'une intense vie mystique, elle souffrit pendant 50 ans de la nuit de la foi. |
| 17. |       | Jean Népomucène Zegri y Moreno                               | 9 novembre 2003       | Place Saint-Pierre, Cité du Vatican | (1831-1905) fondateur des sœurs de la Charité de Notre-Dame de la Merci |
| 18. |       | Valentin Paquay                                              | 9 novembre 2003       | Place Saint-Pierre, Cité du Vatican | (1828-1905), prêtre franciscain belge. Sa lecture des cœurs et sa bienveillance attirèrent des foules à son confessionnal. |
| 19. |       | Louis-Marie Monti                                            | 9 novembre 2003       | Place Saint-Pierre, Cité du Vatican | (1825-1900) fondateur des fils de l'Immaculée Conception |
| 20. |       | Bonifacia Rodriguez Castro Sainte depuis 2011                | 9 novembre 2003       | Place Saint-Pierre, Cité du Vatican | (1837-1905), religieuse espagnole, fondatrice des sœurs de Saint Joseph pour soulager les misères humaines et spirituelles des femmes et des enfants de la classe ouvrière. |
| 21. |       | Rosalie Rendu                                                | 9 novembre 2003       | Place Saint-Pierre, Cité du Vatican | (1786-1856), Fille de la Charité française. Pendant plus de 50 ans, elle fit preuve d'un grand dévouement pour la population parisienne, participa à la fondation de la Société de Saint-Vincent-de-Paul et allait chercher les blessés au péril de sa vie sur les barricades lors des révolutions. |

## 2004
| No. | Image | Bienheureux                                      | Date de béatification | Lieu de béatification               | Informations |
| --- | ----- | ------------------------------------------------ | --------------------- | ----------------------------------- | --- |
| 1.  |       | Maria Candida dell’Eucaristia                    | 24 mars 2004          | Place Saint-Pierre, Cité du Vatican | (1884-1949), carmélite italienne. C'est au prix de nombreux obstacles qu'elle parvient à la vie religieuse. Prieure de son couvent, elle exécuta chaque tâche de manière admirable. Elle favorisa l'expansion du Carmel en Sicile, et animée d'une intense vie mystique, laissa de nombreux écrits sur l'eucharistie. |
| 2.  |       | Piedad de la Cruz Ortíz Real                     | 24 mars 2004          | Place Saint-Pierre, Cité du Vatican | (1842-1916), religieuse espagnole. À la suite d'une apparition du Christ et touchée par la misère humaine, elle fonda les Salésiennes du Sacré-Cœur de Jésus, pour venir en aide aux malades, orphelins, miséreux. |
| 3.  |       | Mathilde Téllez Robles                           | 24 mars 2004          | Place Saint-Pierre, Cité du Vatican | (1841-1902), religieuse espagnole. Elle fonda l'Institut des Filles de Marie, mère de l'Église, consacrées à l'adoration eucharistique, à l'enseignement et au soin des malades. |
| 4.  |       | Luigi Talamoni                                   | 24 mars 2004          | Place Saint-Pierre, Cité du Vatican | (1848-1926), prêtre italien. Formateur du clergé et confesseur recherché, il participa activement à la vie de la commune de Monza, pour améliorer les conditions de vie de la population. Il fonda les Sœurs de la Miséricorde de Saint Gérard, pour le soin des personnes âgées et l'enseignement des enfants.       |
| 5.  |       | Laura Montoya Sainte depuis 2013                 | 25 avril 2004         | Place Saint-Pierre, Cité du Vatican | (1874-1949), religieuse et éducatrice colombienne, qui fonda la Congrégation des Missionnaires de Marie Immaculée et de Sainte Catherine de Sienne pour l'évangélisation et l'éducation des populations indiennes. |
| 6.  |       | Auguste Czartoryski                              | 25 avril 2004         | Place Saint-Pierre, Cité du Vatican | (1858-1893), prêtre salésien polonais. Issu d'une famille princière, il renonça à tout pour se consacrer à la jeunesse pauvre. Il dut affronter l'opposition violente de sa famille, mais se montra toujours joyeux et admirable dans sa vie au service des petits.                                                   |
| 7.  |       | María Guadalupe García Zavala Sainte depuis 2013 | 25 avril 2004         | Place Saint-Pierre, Cité du Vatican | (1878-1963), religieuse et infirmière mexicaine, cofondatrice de la Congrégation des Servantes de Sainte Marguerite-Marie et des pauvres pour le service des malades et des nécessiteux. |
| 8.  |       | Giulia Nemesia Valle                             | 25 avril 2004         | Place Saint-Pierre, Cité du Vatican | (1847-1916), religieuse italienne, des Sœurs de la Charité. Supérieure du couvent de Tortone, son dévouement fit l'admiration de tous. Par la suite formatrice des religieuses, elle accepta sans se plaindre toutes sortes d'humiliations, en revers de son succès.                                                  |
| 9.  |       | Eusebia Palomino Yenes                           | 25 avril 2004         | Place Saint-Pierre, Cité du Vatican | (1899-1935), religieuse espagnole, salésienne de Don Bosco. |
| 10. |       | Alexandrina Maria da Costa                       | 25 avril 2004         | Place Saint-Pierre, Cité du Vatican | (1904-1955), laïque et mystique portugaise. Paralysée, elle aurait été favorisée de nombreux événements mystiques, en particulier les stigmates, s'offrit en victime à Dieu pour le monde, et fut une propagatrice de la dévotion au Cœur immaculé de Marie.                                                          |
| 11. |       | Pere Tarrés i Claret                             | 5 septembre 2004      | Lorette, Italie                     | (1905-1950), d'abord médecin, il fonda une clinique à Barcelone, où il fit preuve d'un dévouement admirable auprès des malades. Devenu prêtre, il s'illustra dans chacune de ses activités comme un homme profond et donné.                                                                                           |
| 12. |       | Alberto Marvelli                                 | 5 septembre 2004      | Lorette, Italie                     | (1918-1946), jeune laïc italien. Engagé dans l'Action catholique, sa foi profonde l'amena à venir en aide aux personnes dans la détresse, pendant la guerre et au lendemain du conflit. |
| 13. |       | Pina Suriano                                     | 5 septembre 2004      | Lorette, Italie                     | (1915-1950), jeune laïque italienne. Membre de l'Action catholique, elle fonda l'association des Filles de Marie, pour permettre aux jeunes femmes d'approfondir leur vie chrétienne. Elle mourut prématurément après avoir offert sa vie à Dieu pour la sanctification des prêtres.                                  |
| 14. |       | Pierre Vigne                                     | 3 octobre 2004        | Place Saint-Pierre, Cité du Vatican | (1670-1740), prêtre français. Missionnaire itinérant dans le quart sud-est de la France, il ramena beaucoup de personnes à la pratique religieuse et fonda, pour la jeunesse, les Sœurs du Saint Sacrement de Valence.                                                                                                |
| 15. |       | Marie-Joseph Cassant                             | 3 octobre 2004        | Place Saint-Pierre, Cité du Vatican | (1878-1903), prêtre trappiste français. Il fut remarquable par sa joie et sa foi, malgré des épreuves et notamment lors de la maladie. Il laisse de nombreux écrits spirituels. |
| 16. |       | Anna Katharina Emmerick                          | 3 octobre 2004        | Place Saint-Pierre, Cité du Vatican | (1774-1824), religieuse augustine allemande. Après la sécularisation de son couvent, elle devint domestique, mais une grave maladie la contraint de rester alitée. Elle fut sujette à de nombreuses visions et aux stigmates.                                                                                         |
| 17. |       | Maria Ludovica De Angelis                        | 3 octobre 2004        | Place Saint-Pierre, Cité du Vatican | (1880-1962), religieuse italienne, des Filles de Notre Dame de la Miséricorde. Envoyée en Argentine, elle travailla pendant 50 ans dans un hôpital de La Plata, où elle fit l'admiration de tous par son dévouement et sa sainteté.                                                                                   |
| 18. |       | Charles d'Autriche                               | 3 octobre 2004        | Place Saint-Pierre, Cité du Vatican | (1887-1922), empereur d'Autriche-Hongrie, de 1916 à 1918. Malgré ses efforts pour la paix, il fut contraint à l'exil, et accepta toutes les misères dans un esprit chrétien et de sacrifice. |